# Ensemble scolaire Immaculée-Conception (Pau)
Pour les articles homonymes, voir Immaculée Conception (homonymie).
Ne doit pas être confondu avec Lycée de l'Immaculée-Conception.
L'ensemble scolaire Immaculée-Conception (anciennement Immaculée-Conception-Beau-Frêne), souvent surnommé l'« Immac » ou anciennement l'« ICBF », est un établissement privé catholique sous contrat d'association avec l'État, sous tutelle diocésaine, situé à Pau et Billère dans le département des Pyrénées-Atlantiques (Nouvelle-Aquitaine). 
Avec ses 2 600 élèves et 250 professeurs au sein de son école primaire (Saint-François-d'Assise), son collège, son lycée général et technologique, son CFA, et ses trois lycées des métiers (Beau-Frêne, Montpensier et Saint-Vincent-de-Paul), l'ensemble scolaire est considéré comme le plus grand établissement privé du département.
Dans les années 2020, bien qu'il soit réputé pour ses excellents résultats, l'établissement fait l'objet de signalements de professeurs au rectorat dénonçant ce qu'ils estiment être des atteintes à la liberté de conscience des élèves. En septembre 2024, son directeur Christian Espeso est suspendu de ses fonctions pour trois ans par la rectrice de Bordeaux en raison d'atteintes à la laïcité, d'entraves à la liberté pédagogique et d'un management considéré comme malveillant. Saisi en référé, le tribunal administratif de Pau réintègre provisoirement le directeur dans ses fonctions fin novembre 2024, puis définitivement le 20 juin 2025.

## Histoire

### XIXesiècle
Le 15 octobre 1884, l'école ouvre ses portes avec 35 élèves, sous l'impulsion de familles paloises qui souhaitaient voir l'ouverture d'un collège catholique pour garçons à Pau, couvrant tout le secondaire. Le premier directeur, l'abbé Lurde, était professeur d'humanités à Saint-Louis-de-Gonzague et de philosophie au collège Vaugirard à Paris. Il est fait appel à deux pères jésuites pour imprimer au nouveau collège la marque de leur pédagogie et de leur discipline, et la Compagnie de Jésus contribuera à assurer l'équilibre financier de l'établissement pendant plusieurs années. Le collège s'installe d'abord dans un couvent franciscain dont les religieux ont été expulsés, 16 rue Bié-du-Basque (actuellement rue Michel-Hounau), mais les locaux deviennent vite trop étroits, avec 54 élèves dès la fin de la première année.   
En mai 1887, la « Société Anonyme d’Éducation Chrétienne du Collège de l'Immaculée-Conception » achète la Villa Longchamp et transforme les logements des domestiques à l'étage en dortoirs et les écuries en salles de classe (bâtiment dit du « Fer à cheval »). L'établissement prépare aux deux baccalauréats existant alors, lettres-philosophie et sciences, et le nombre d'élèves croît : en 1891, le collège compte 146 élèves. Les jésuites se retirent en 1897 et l'Immaculée-Conception devient un collège diocésain, ce qui lui permettra de rester ouvert en 1905 lors de la promulgation de la loi de séparation des Églises et de l'État.  

### XXesiècle
Durant la Première Guerre mondiale, les locaux sont utilisés pour abriter trois compagnies de réservistes du 2 au 11 août 1914, puis deviennent l'hôpital militaire temporaire numéro 14 avec près de 150 lits disponibles. 
En octobre 1937, sous l'impulsion du nouvel évêque de Bayonne Mgr Houbaut, étonné de ne pas trouver dans son diocèse d'établissement d'enseignement technique catholique, l'abbé Louyat ouvre une « École Supérieure Libre pour le Commerce et l’Industrie » dans le parc de la Villa Beau-Frêne à Billère, qui accueille 57 jeunes la première année. En mars 1938 commence la construction du grand bâtiment de l'école, qui compte alors 160 élèves.
Durant la Seconde Guerre mondiale, le bâtiment neuf de Beau-Frêne devient un hôpital militaire entre 1939 et 1940, puis est réquisitionné par les Allemands en novembre 1942. Les ateliers restent à la disposition de l'école, mais les cours doivent se tenir ailleurs, comme à la Villa du Lys. À partir de 1943, l'Immaculée-Conception, qui compte alors 250 élèves, est également occupée par les Allemands qui utilisent la villa, et les cours sont délocalisés à Billère.
Au début des années 1950, Beau-Frêne forme environ 200 élèves qui « sont initiés aux mystères du fer, du bois ou de la comptabilité en partie double », obtenant leur CAP en 5 ans.
En septembre 1960, l'Immaculée-Conception et Beau-Frêne, situé tout près, fusionnent, le contrat d'association avec l'État issu de la loi Debré imposant une réorganisation des deux collèges et un emploi plus rationnel des professeurs diplômés. Le nombre d'élèves, qui était tombé à 160 en 1958 à l'Immaculée, passe alors à 317, et atteint 611 en 1968 après l'accueil des classes de collège de l'Institution Saint-Jean-Baptiste-de-La-Salle, trop à l'étroit dans les locaux de la rue de Ségure. En 1970, l'établissement compte 100 professeurs laïcs.
En 1971, la réorganisation de l'enseignement catholique liée à la loi Debré entraîne la fermeture des lycées des établissements privés palois Saint-Maur, Sainte-Ursule et Sainte-Bernadette (boulevard Barbanègre). L'Immaculée-Conception est alors le seul lycée classique de l'enseignement privé de Pau et ses environs, Saint-Dominique devenant un lycée technique. L'établissement devient mixte et accueille de nombreux élèves. Un internat pour filles, le Foyer Bernadette, est ouvert par des religieuses sur le site de l'Immaculée-Conception. De nouvelles salles de classes sont construites dans un bâtiment préfabriqué entre la Villa et le Fer à cheval. L'établissement compte alors 745 élèves, accueillis « sans distinction d'opinion ou de religion ni de niveau social ». Le collège s'installe quant à lui sur le site de Beau-Frêne et ne deviendra mixte qu'une dizaine d'années plus tard, mixité achevée en 1986 pour l'ensemble du collège.  
En 1993, en raison de locaux insalubres (termites), l'école Saint-Jean-Baptiste-de-La-Salle s'installe à côté de la petite école élémentaire de l'Immaculée. Les deux écoles fusionnent, prenant le nom de Saint-François-d'Assise. Les années 1990 voient également l'ouverture de classes de brevet de technicien supérieur (BTS) et du centre de formation d'apprentis (CFA) / centre de formation continue baptisé alors B2F, pour Beau-Frêne Formation, qui propose à la fois des enseignements en alternance et des recyclages pour les personnels d'entreprises industrielles du territoire.

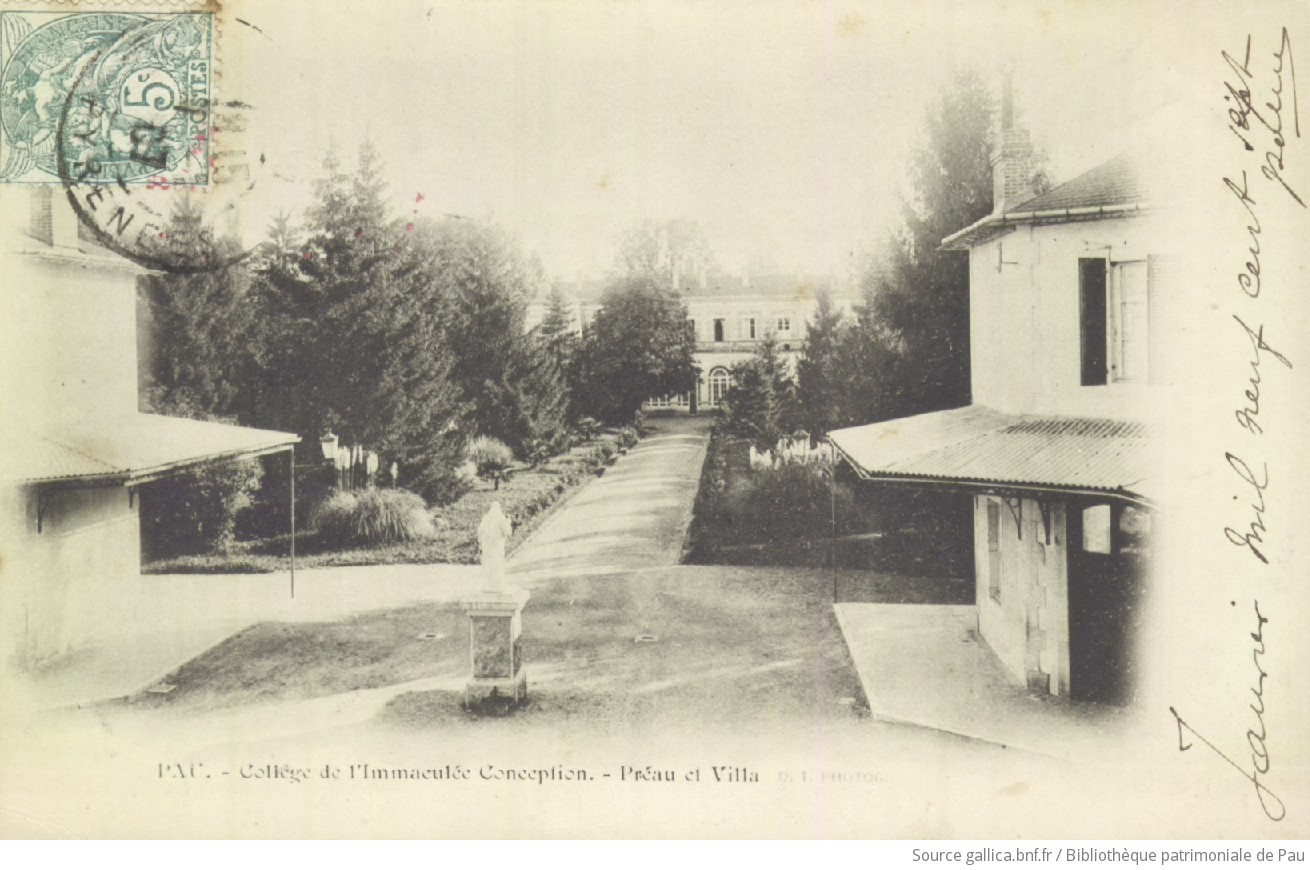
Préau et Villa vers 1907.
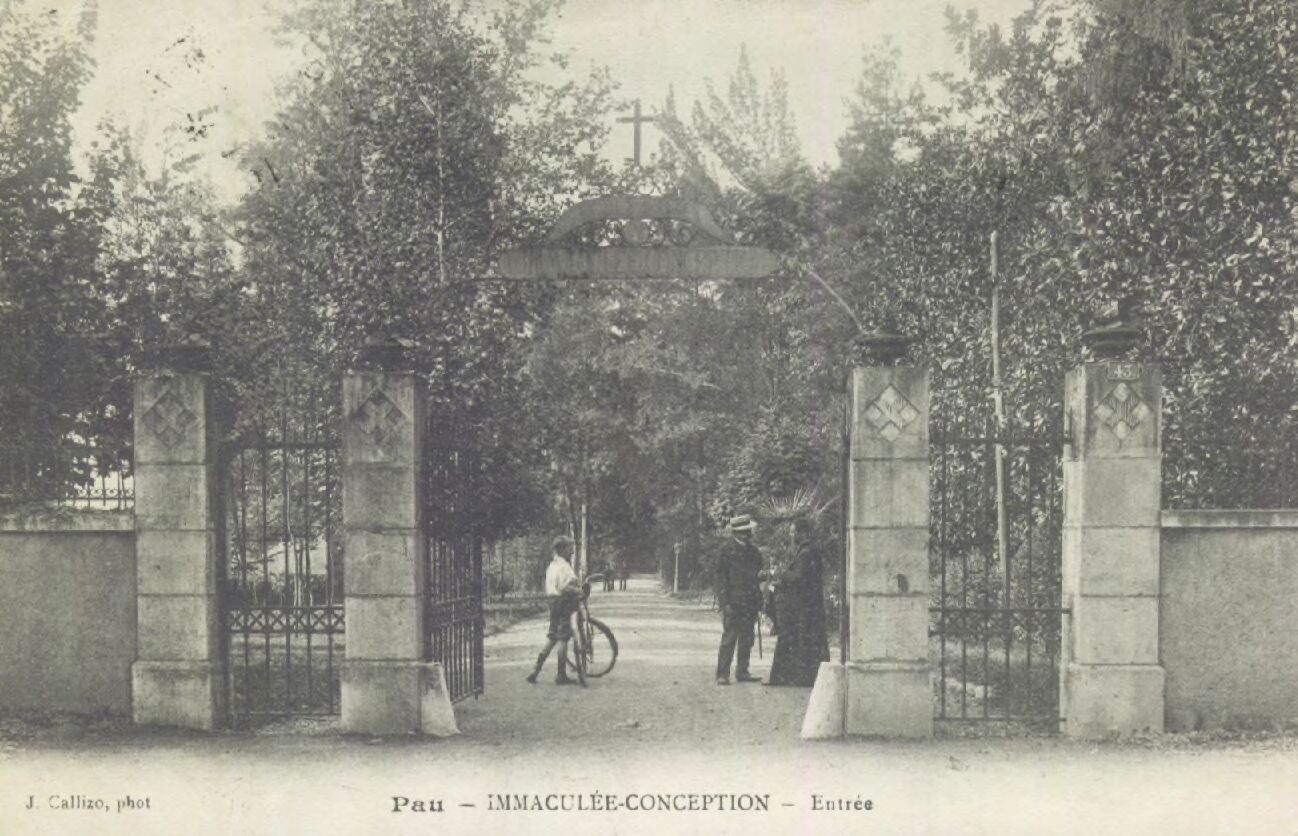
Arche d'entrée de l'établissement vers 1910.
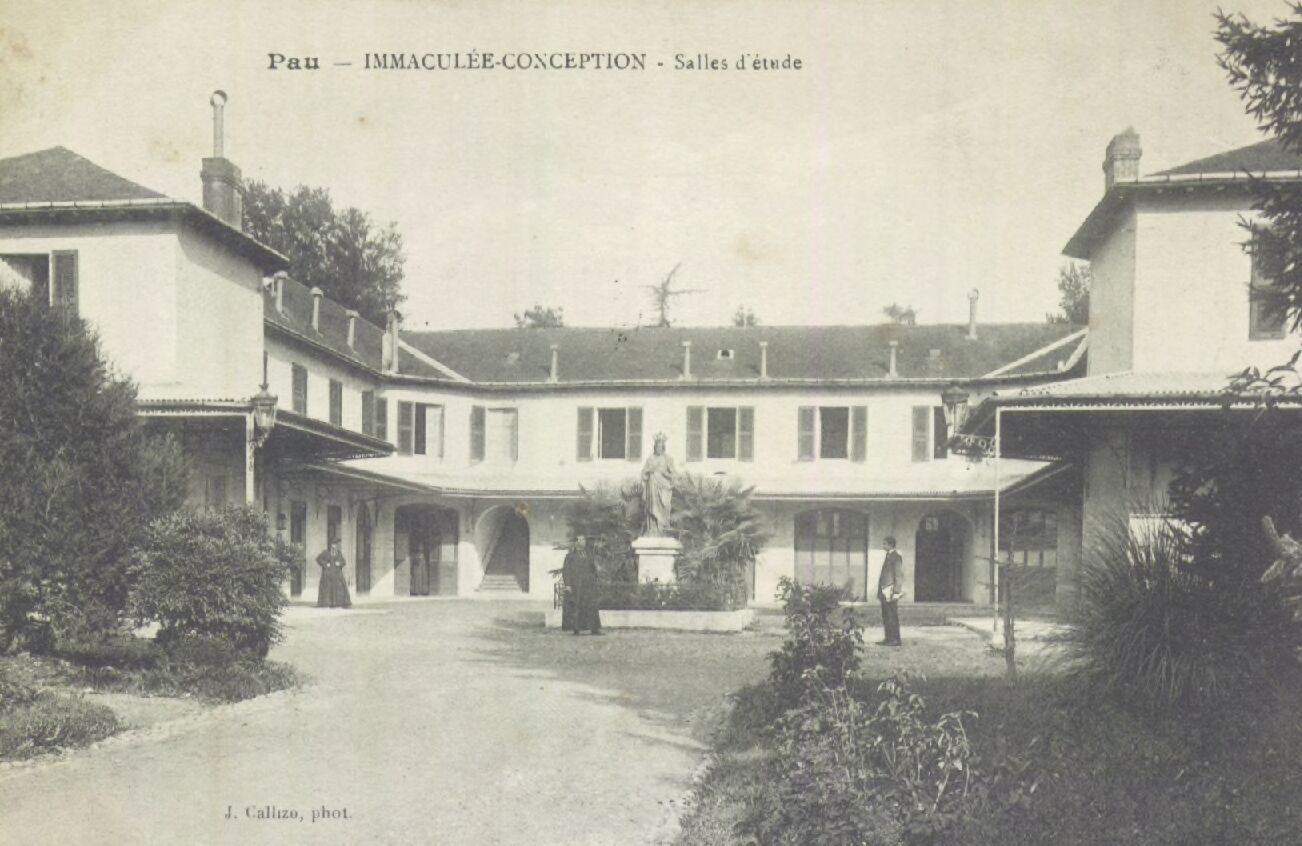
Le « Fer à cheval » vers 1910.
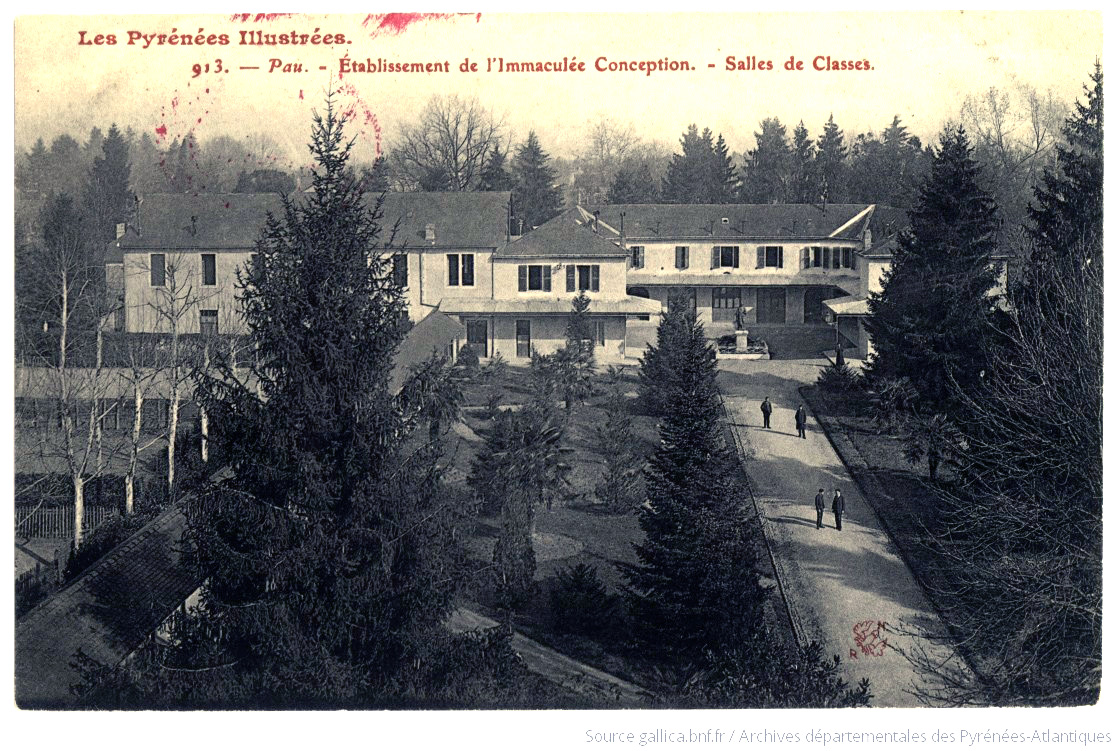
Parc et salles de classe vers 1910.

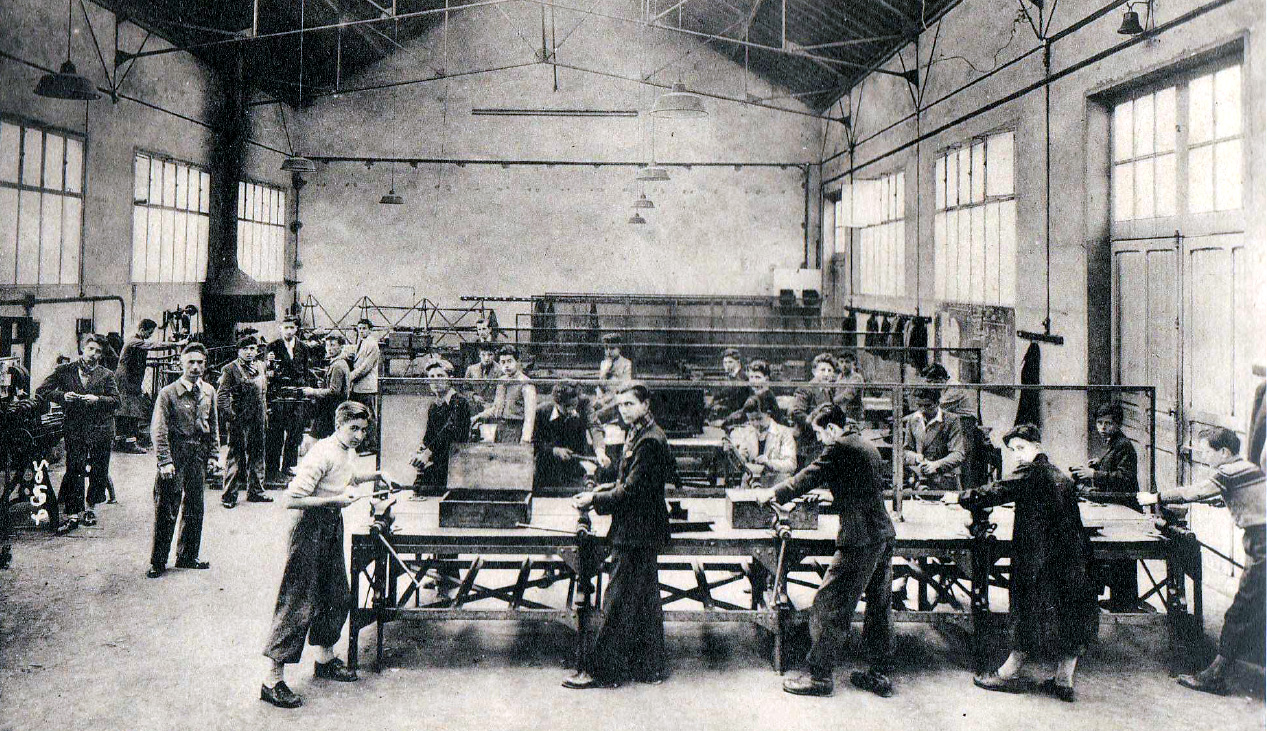
Atelier de l'école technique Beau-Frêne vers 1950.
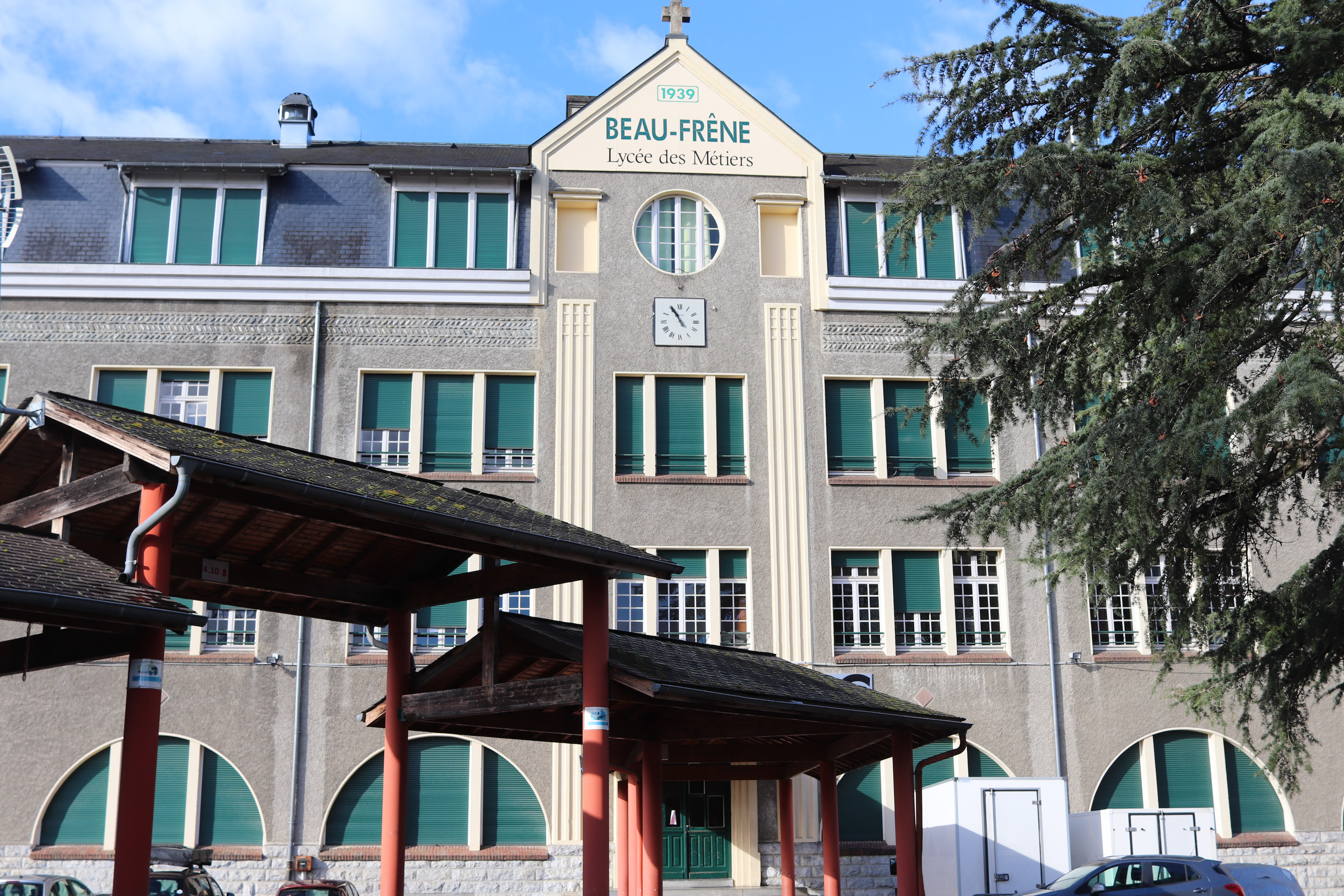
Bâtiment historique (1939) du lycée Beau-Frêne.
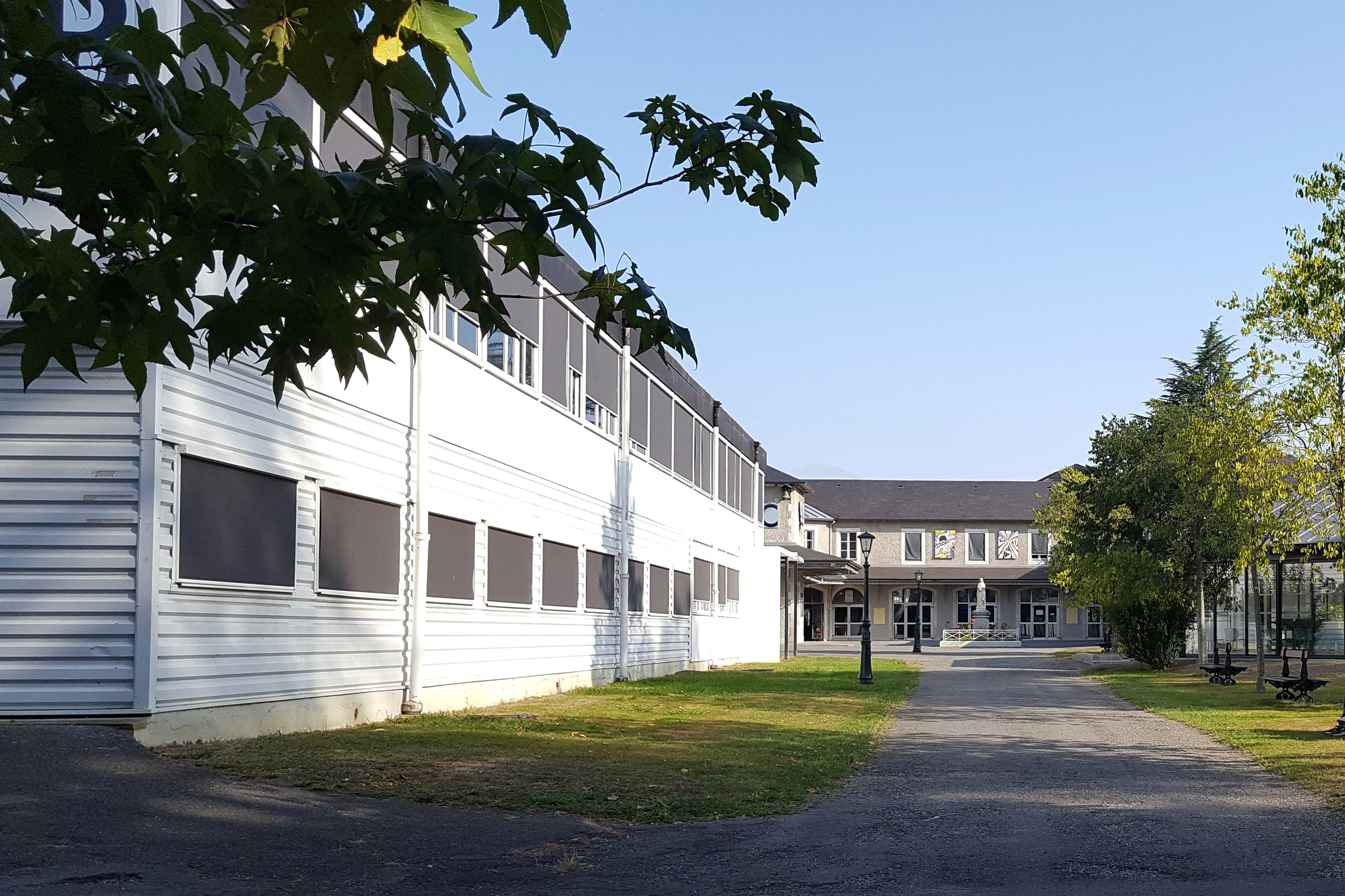
Le préfabriqué construit en 1971 (détruit fin 2024).
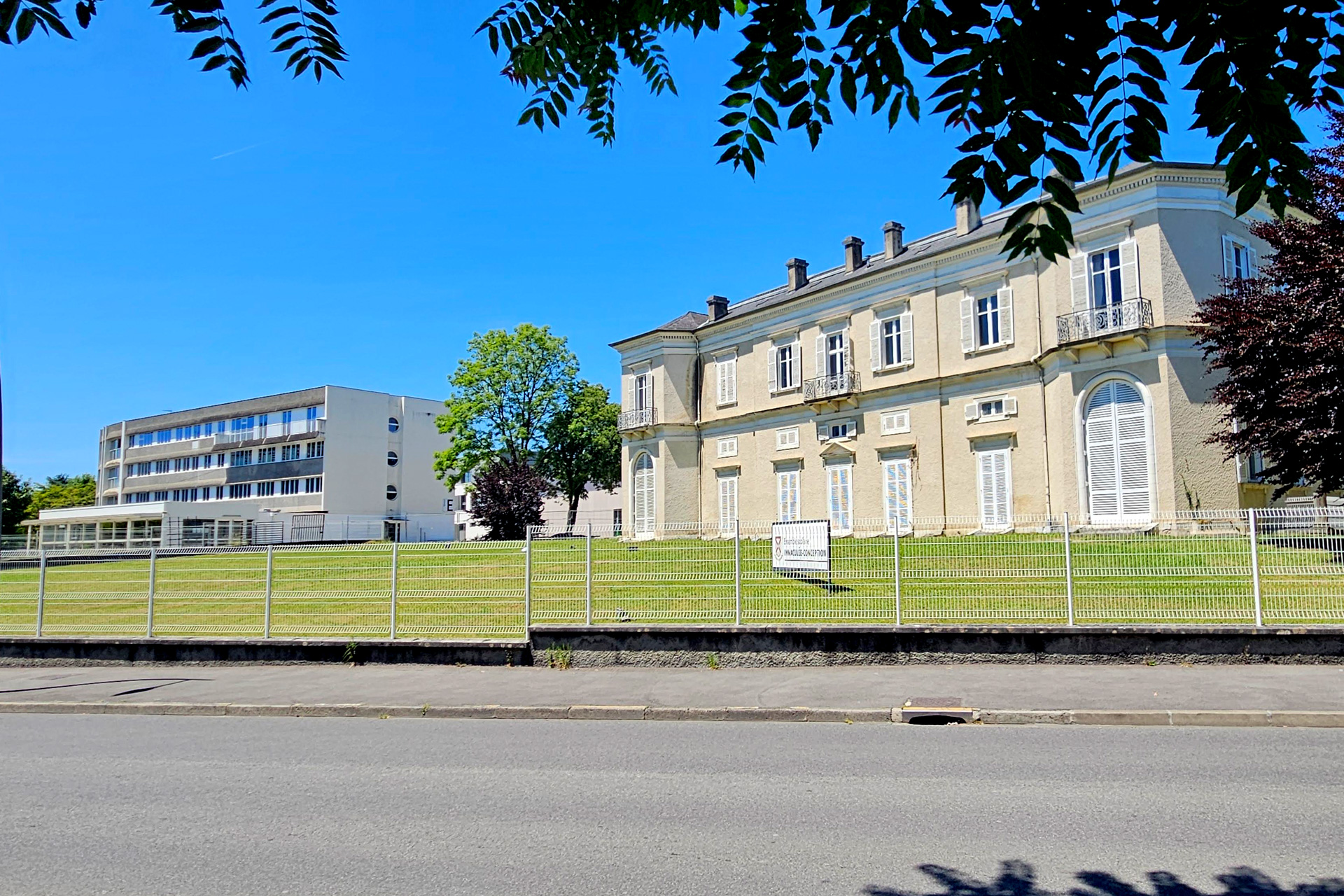
À gauche, le Foyer Bernadette construit au début des années 1970.

### XXIesiècle
Au début des années 2000, le collège quitte le site de Beau-Frêne pour réintégrer le site de l'Immaculée-Conception. En 2005, le lycée professionnel Beau-Frêne obtient le label lycée des métiers délivré par le recteur d'académie et qui permet de développer des relations étroites avec le monde professionnel et les partenaires locaux. Il sera renouvelé par la suite régulièrement. En 2010 ouvre un BTS fluides, énergie, environnement en alternance venant enrichir le pôle énergétique de l'établissement.
En 2012, les lycées professionnels Montpensier et Saint-Vincent-de-Paul s'installent sur le site de Beau-Frêne après la construction de trois nouveaux bâtiments permettant d'accueillir leurs 500 élèves, ainsi qu'un restaurant d'application. L'établissement dispose désormais de formations aux métiers de l'aide à la personne, de la restauration, du tertiaire et de la vente, en plus des formations industrielles en génie électrique, thermique et mécanique, devenant ainsi le plus grand pôle d'enseignement professionnel du département. L'établissement prend le nom d'« ensemble scolaire Immaculée-Conception », et le pôle du site de Beau-Frêne devient le « lycée des métiers » après l'obtention du label pour Montpensier et Saint-Vincent-de-Paul. 
À partir de 2017, la Rotonde, ancien préau des lycéens, sert de « salle commune » à l'établissement.  
En  2020, un partenariat est signé avec l'Union des industries et métiers de la métallurgie de l'Adour Atlantique, permettant d'ouvrir à l'alternance le BTS Assistant technique d'ingénieur prolongeant les filières de technicien d'usinage et de technicien de maintenance des équipements industriels. En 2021 un partenariat est signé avec les Compagnons du devoir pour la filière installateur en froid et conditionnement d'air.
Le 6 novembre 2020, l'établissement inaugure sur le site de Beau-Frêne à Billère un gymnase baptisé Arnaud-Beltrame. La structure, également ouverte à des associations locales, est composée d'un mur d'escalade d'une vingtaine de voies allant jusqu'au niveau 7C+ ainsi qu'un terrain omnisports disposant d'infrastructures pour accueillir trois terrains de volley-ball, deux terrains de basket-ball, un terrain de handball et de multiples terrains de badminton.

À la rentrée 2024, est ouvert le nouveau bâtiment du collège, avec une vingtaine de salles de classe, une salle d'étude et un auditorium. L'objectif est d'offrir « de meilleures conditions de travail » aux 600 élèves à l'étroit dans le préfabriqué de 1971, qui constitue « une passoire énergétique, phonique quand ce n’est pas une passoire tout court » selon le directeur, et qui est rasé trois mois plus tard.

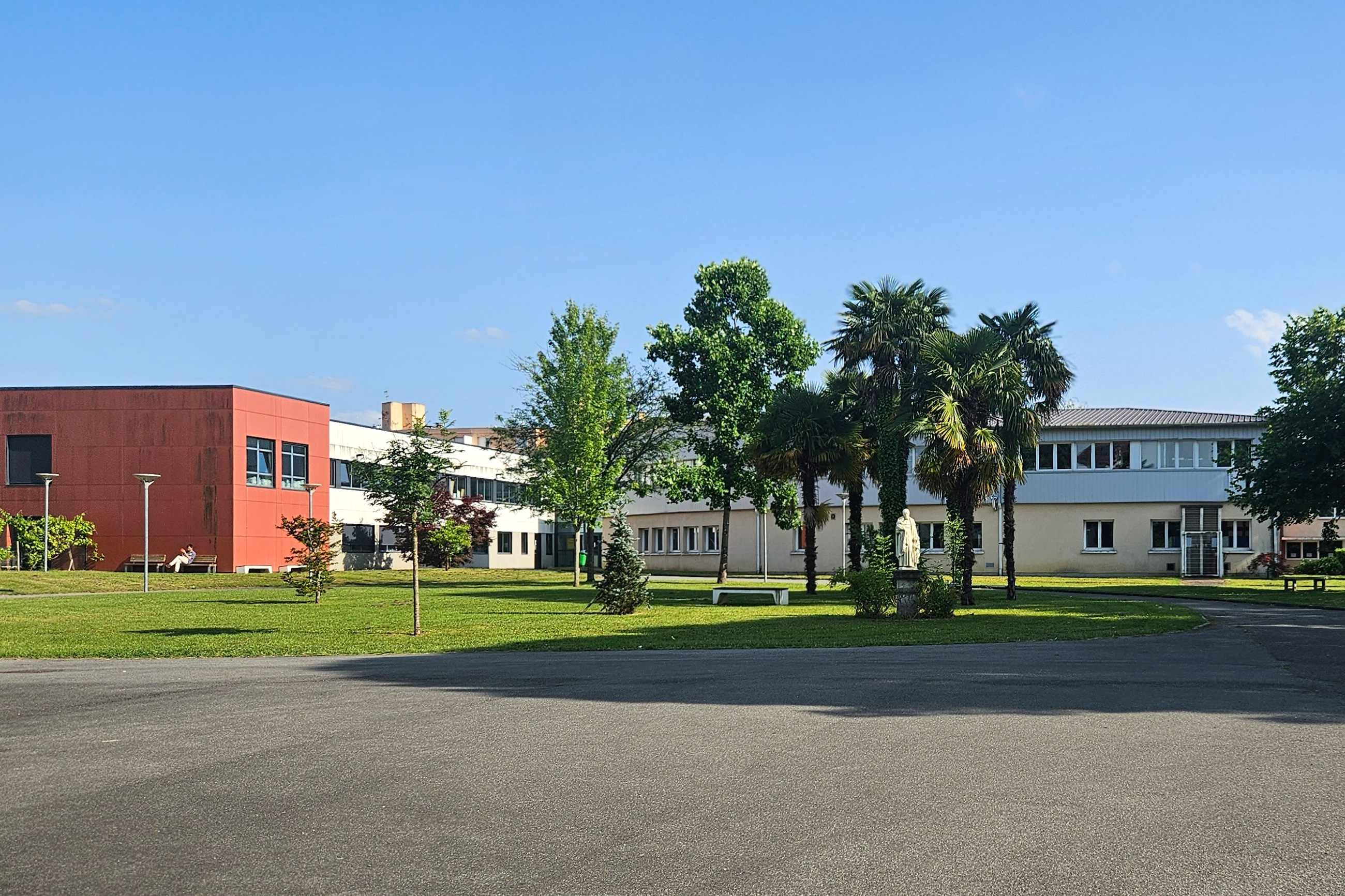
Deux des bâtiments construits en 2012 sur le site de Beau-Frêne.
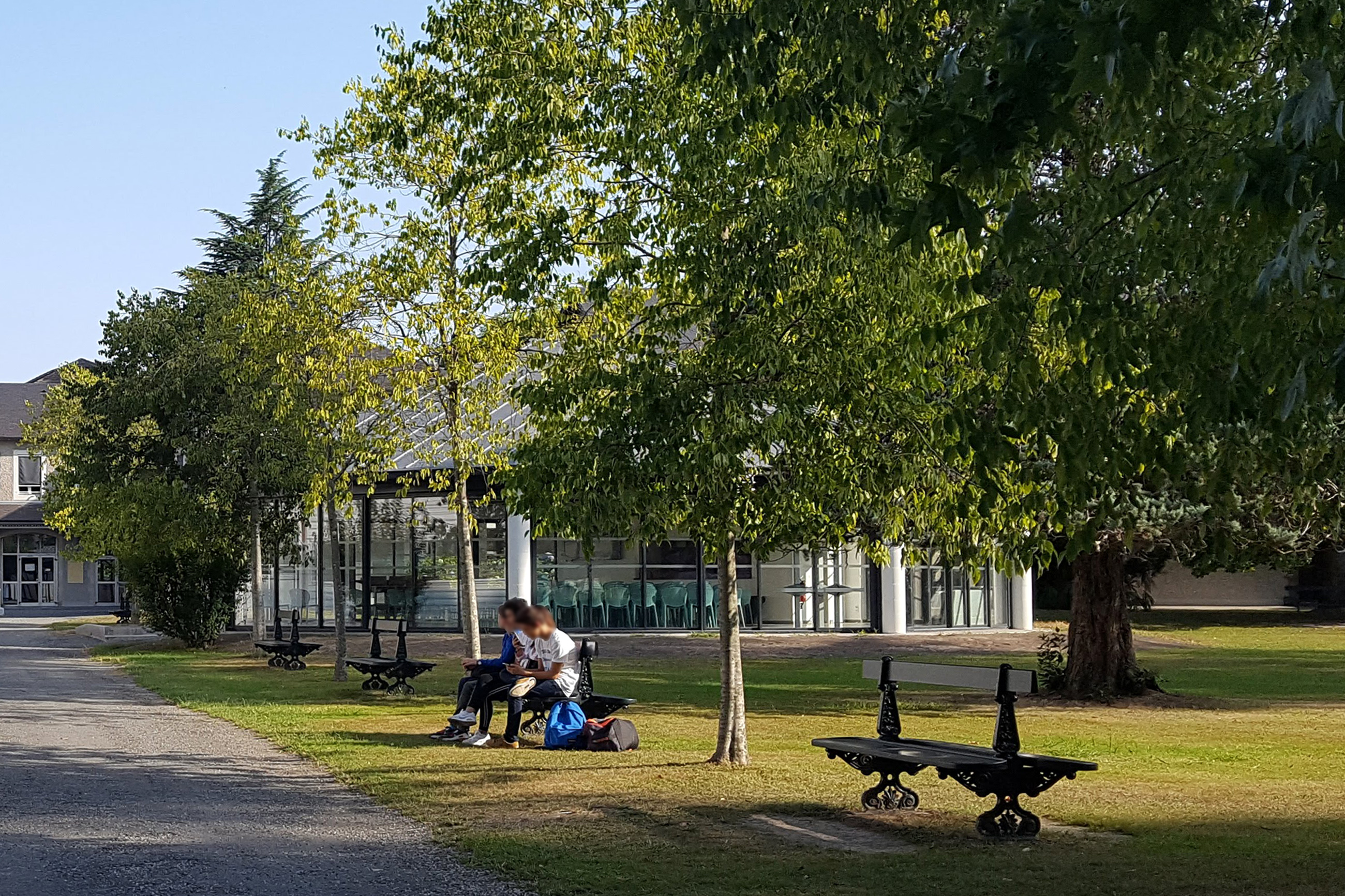
La Rotonde créée en 2017 sur le site de l'Immaculée-Conception.
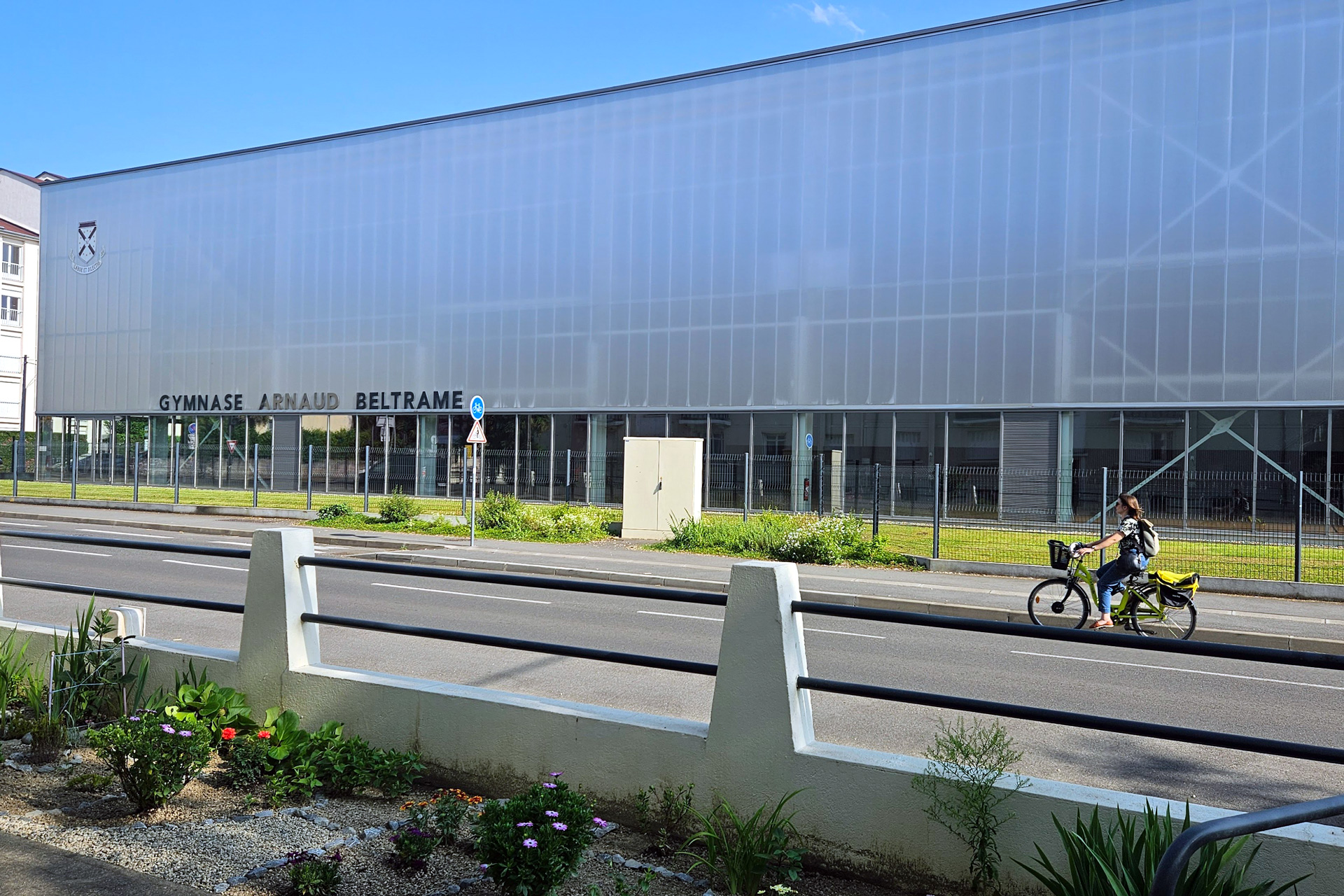
Le gymnase Arnaud-Beltrame inauguré en 2020 sur le site de Beau-Frêne.
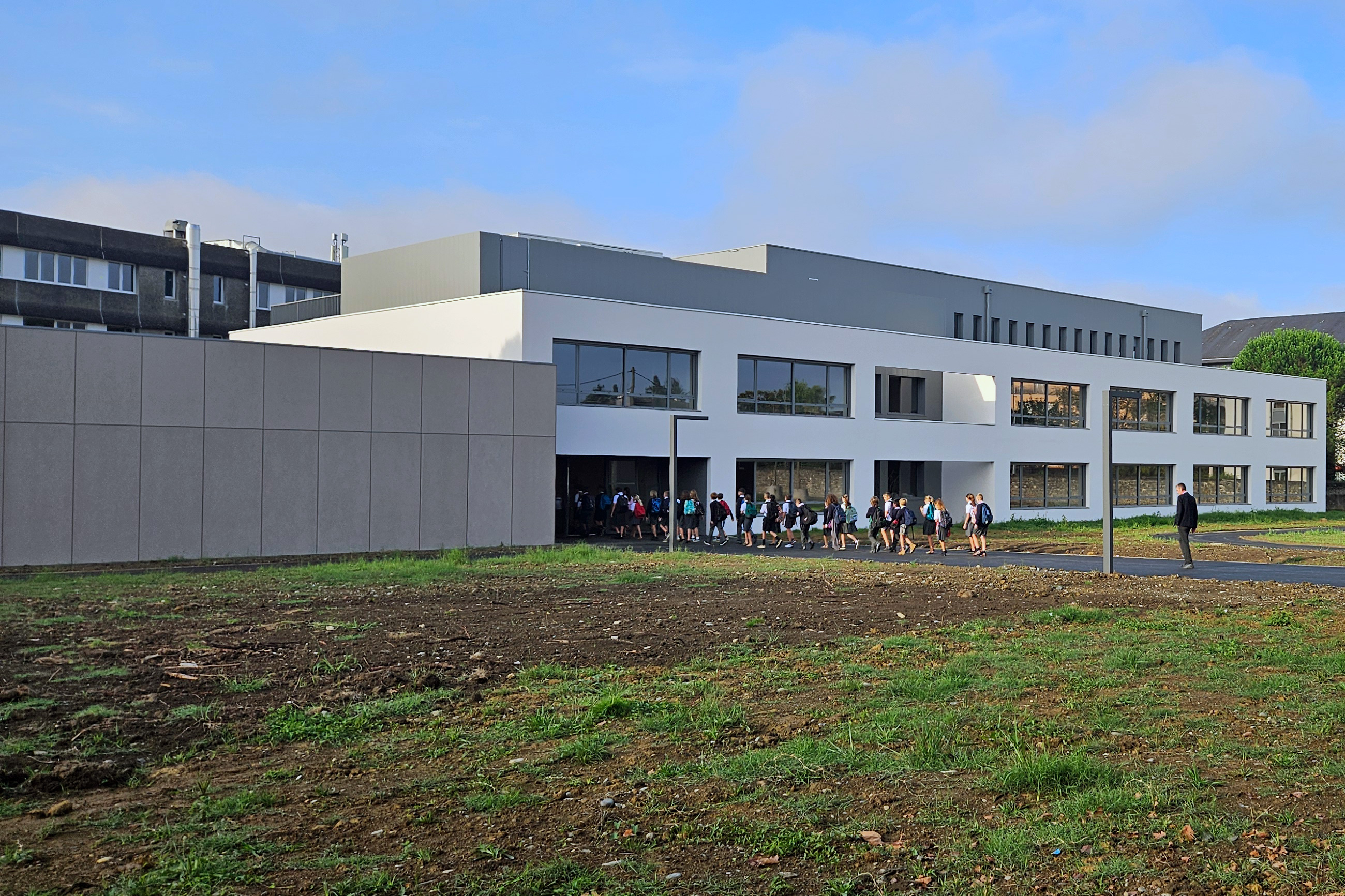
Le nouveau collège ouvert en 2024 sur le site de l'Immaculée-Conception.

### Traditions

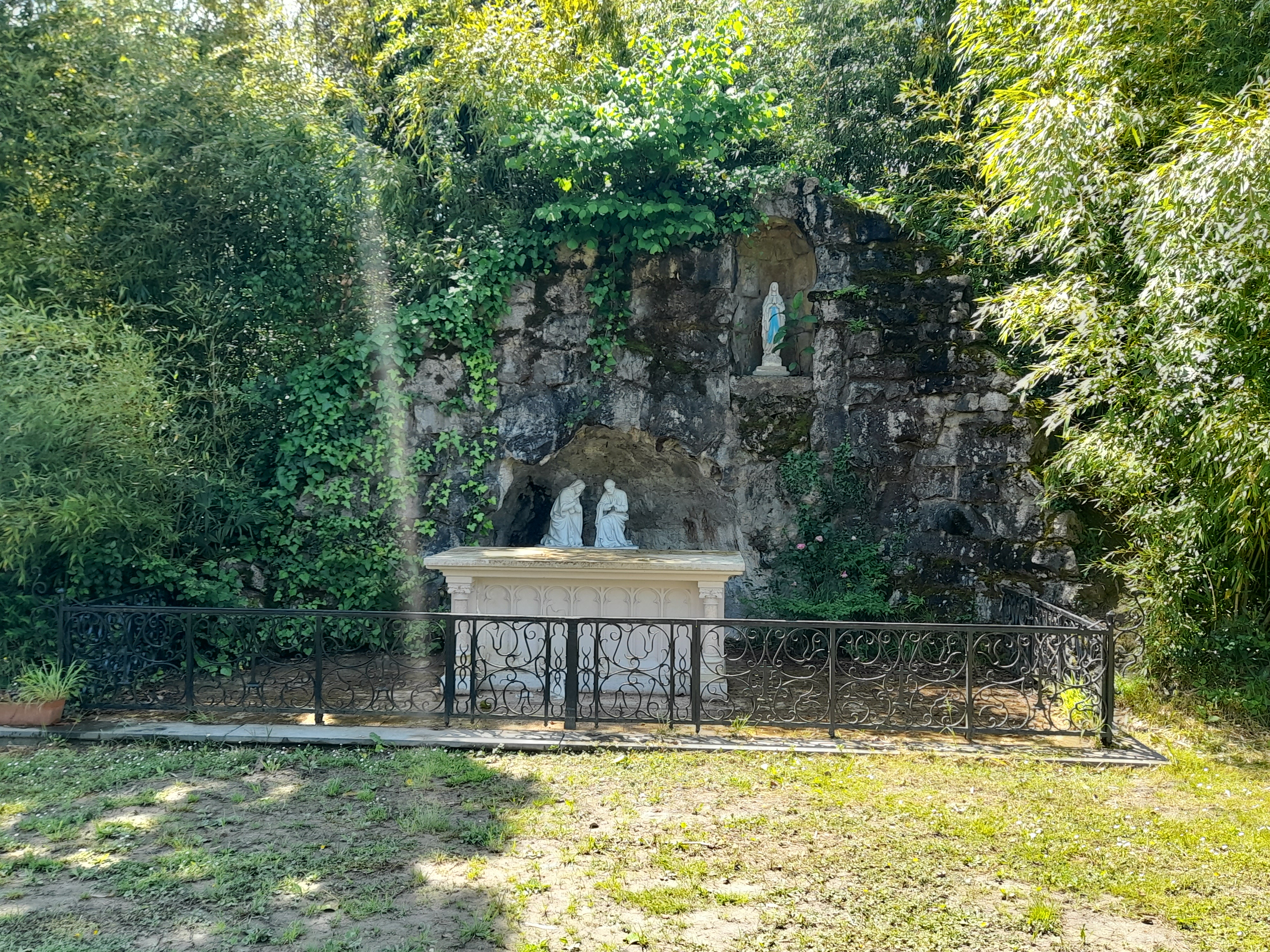
Grotte de l'établissement, réplique de celle de Lourdes.

Chaque année, le 8 décembre, une messe est célébrée pour fêter l'Immaculée Conception, patronne de l'établissement.
Durant l'hiver 1887-1888, les collégiens de l'Immaculée-Conception sont touchés par une grave épidémie de roséole, de scarlatine et de rougeole. En novembre 1887, le supérieur, qui a peur d'être obligé de fermer l'établissement, fait le vœu de construire une réplique de la grotte de Lourdes dans le parc du collège et d'effectuer un pèlerinage à Lourdes « si Dieu accorde que, dans l'année, nous n'ayons pas à licencier le Collège ». Les élèves se rétablissent rapidement et la grotte est inaugurée le 8 mai 1889. À partir de 1898, un pèlerinage est organisé chaque année durant la période de l'Ascension. Dans la deuxième moitié du XXe siècle, ce pèlerinage devient une marche facultative, ouverte aux enseignants et aux élèves à partir de la 6e, organisée juste avant l'Ascension sur temps scolaire. Critiquée sur ce dernier point, les heures de cours n'étant pas rattrapées, ainsi que pour sa dimension jugée religieuse et donc qui méconnaîtrait le principe de laïcité auquel est astreint l'établissement, elle est suspendue en 2024,.
Depuis 2014, le bureau des élèves du lycée général et technologique organise chaque année en mai, avec l'équipe pédagogique, le bal du lycée au Palais Beaumont de Pau.

### Héraldique
|  | Ensemble scolaire Immaculée Conception (Pau) De beige chargé de douze étoiles d'or au sautoir de gueules surmonté d'un écusson de beige accompagné du monogramme marial, portant un panonceau aussi de gueules. |

Le blason est orné de la croix de saint André qui sépare le tout en quatre parties, chacune dotée de trois étoiles, formant un cercle représentant les douze étoiles de Marie. Chaque partie représente une des composantes de l'établissement : l'école Saint-François d'Assise, le collège, le lycée général et technologique, le lycée des métiers. Concernant les couleurs, le champ d'argent symbolise le linceul aux pieds de Marie associé à la victoire du Christ ressuscité. Les étoiles dorées sont le signe de la lumière céleste et de l'audace tandis que le gueules signifie la passion.

### Direction
| Période       | Nom                 | Notes                                     |
| ------------- | ------------------- | ----------------------------------------- |
| 1884-1897     | Abbé Lurde          |                                           |
| 1897-1935     | Abbé J.-B. Casteig  |                                           |
| 1935-1951     | Abbé Lapuyade       |                                           |
| 1951-1960     | Abbé Bergerou       |                                           |
| 1960-1981     | Abbé Barbe          |                                           |
| 1981-1991     | Jean-Michel Grémaux | Premier directeur laïc de l'établissement |
| 1991-2008     | Alain Risses        |                                           |
| 2009-2013     | Guy Kelmant         |                                           |
| 2013-en cours | Christian Espeso    |                                           |

### Anciens élèves notables

Daniel Balavoine devant le « Fer à cheval » vers 1970.

Note : Dans la liste suivante, classée chronologiquement, les dates entre parenthèses indiquent la période de fréquentation de l'établissement.
- Léon Bérard, homme politique et diplomate français[31], [32].
- Les trois frères Bernadac, tués à la guerre en 1915 et qui ont donné leur nom à une rue de Pau[31].
- Ernest Gabard (1889-1895), sculpteur français ayant réalisé plusieurs œuvres pour l'établissement[31], [immac 3].
- François Duhourcau, écrivain et historien français[32].
- René-Marie Castaing (1903-1912), peintre français ayant réalisé plusieurs œuvres pour la chapelle de l'établissement[31].
- Jean Baylot (1906-1911), homme politique (préfet, député) et franc-maçon.
- Samuel de Lestapis, fondateur de la Maison du Paysan de Pau (sorte de coopérative agricole) et député[33].
- Edmond Michelet (1909-1912), résistant, déporté, parlementaire et ministre[34], [33].
- Yvon Bourges, député, ministre et sénateur[31].
- Gérard de Villiers (1940-1945), écrivain, journaliste et éditeur.
- André Labarrère (vers 1944), historien, homme politique et ancien maire de Pau[35].
- André Dupleix, évêque français[36].
- Daniel Balavoine (1964-1969), chanteur populaire français[37].
- Olivier Forcade (1979-1982), historien.
- Émeline Pierre (2010-2014), nageuse handisport.
- Julien Liebermann (2014-2017), chanteur finaliste de la Star Academy[38].

## Patrimoine culturel

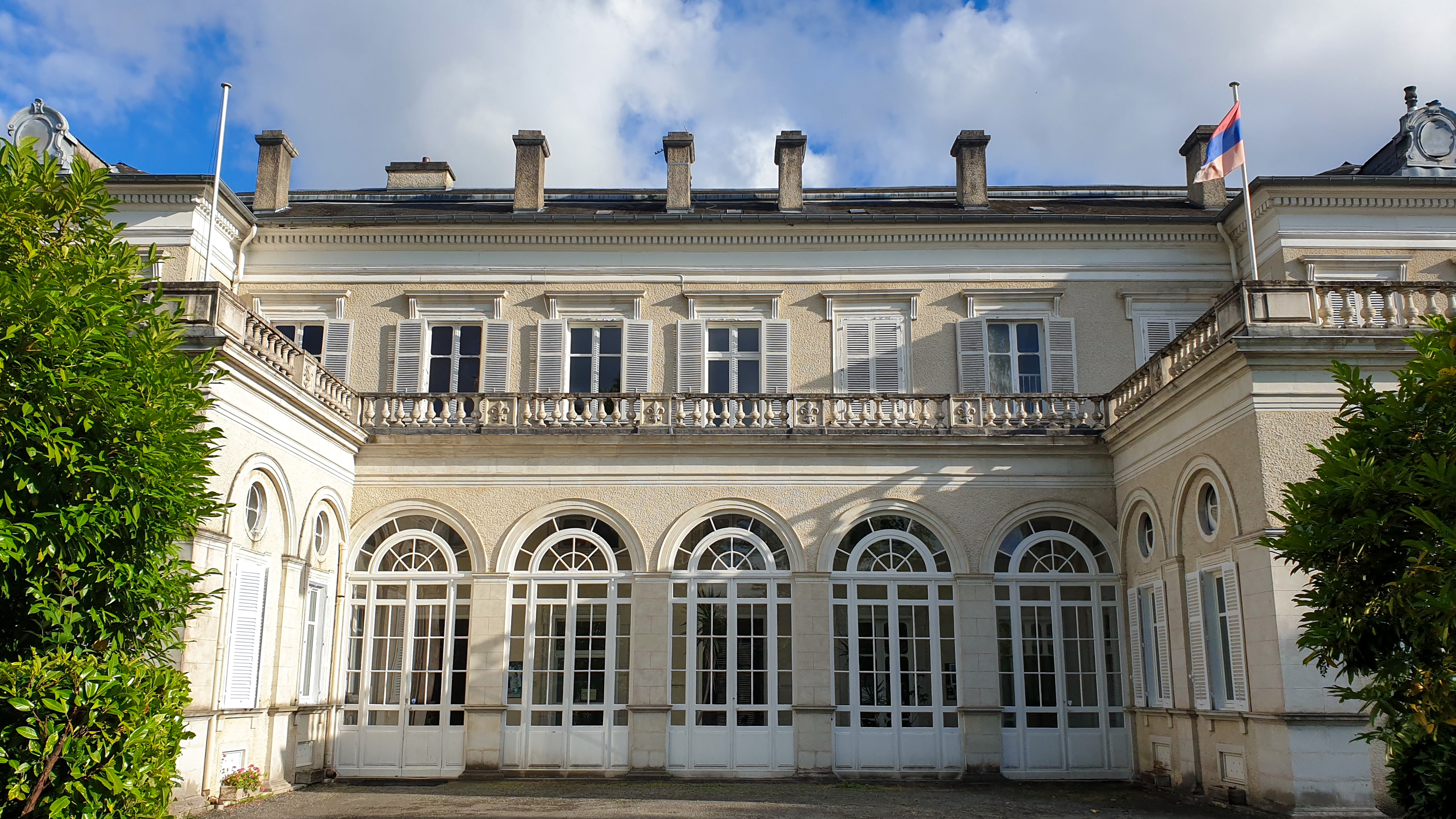
La Villa Longchamp, bâtiment du début du XIXe siècle, vue côté cour.

### Villa Longchamp
La Villa Longchamp, où se trouvent aujourd'hui l'administration et la salle des professeurs de l'établissement scolaire, est une maison de maître bâtie en 1816 par « un certain M. Plaa, propriétaire, ex-aubergiste », au cœur d'un parc de 4 hectares. En 1838, la propriété est achetée par la riche Irlandaise Sarah Fitzgerald qui la transforme en villa de style néoclassique, tout en conservant, côté rue, les marques du style XVIIIe siècle. Elle la baptise « Villa San Miniato » du nom d'une ville de Toscane, « avec ses fleurs de lys – blason de la ville de Florence – et des réminiscences des armoiries familiales (sur la balustrade et les crémones) ». Elle y organise de nombreuses soirées mondaines à but caritatif, le pianiste Franz Liszt s'y produisant même le 17 octobre 1844. 

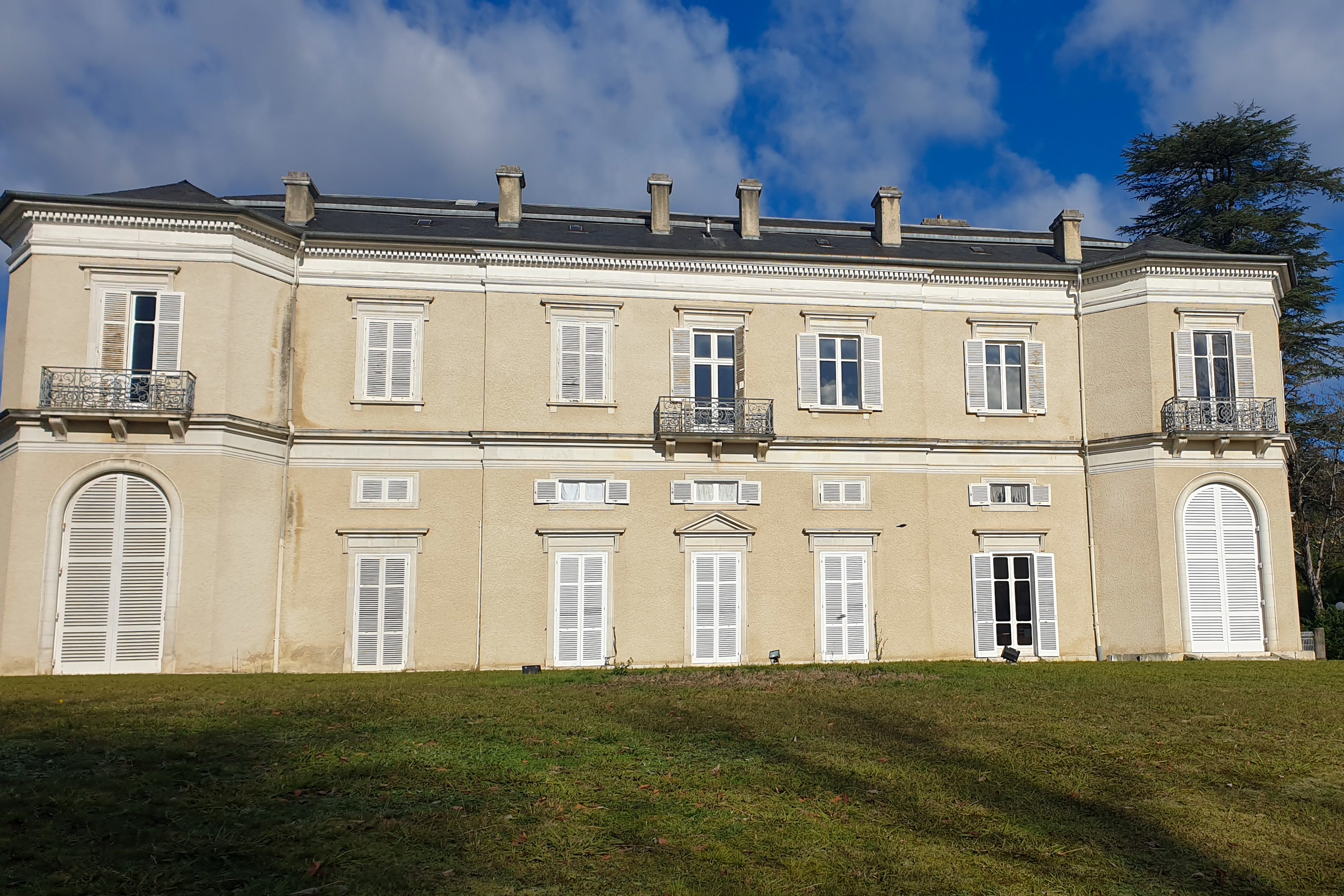
La Villa Longchamp vue côté rue.

En 1854, dix ans avant la mort de sa propriétaire, la villa est rachetée en viager par le majordome, qui la renomme « Villa Olympia », du nom de son épouse Olympe. Il la loue à des résidents fortunés, et le maréchal Bosquet y séjourne de 1858 à 1860. En 1874, le prince Pascal de Bourbon-Siciles, comte de Bari et frère du dernier roi de Naples, achète la demeure car il apprécie les courses hippiques paloises et la beauté de la région et la nomme « Château Bari »,, mais ses dettes le contraignent à la mettre en vente un peu plus tard. Rachetée aux enchères en 1885 par trois Palois, elle devient « Villa Longchamp » avant d'être revendue en 1887 à la société à l'origine de l'ensemble scolaire.

### Chapelle
La chapelle est bénie en 1887 alors qu'elle n'est pas encore achevée. Le chevet semi-circulaire est ajouté par la suite. Sa décoration est confiée au peintre palois René-Marie Castaing, ancien élève et lauréat du Grand Prix de Rome en 1924, qui réalise des tableaux des Mystères glorieux, joyeux et douloureux du Rosaire. Après avoir peint trois des douze œuvres prévues, Résurrection (1938) et Crucifixion (1940) sur le mur nord, Présentation au temple (1939) sur le mur sud, l'artiste meurt en 1943, laissant la fin de la décoration à son frère, Jacques. Celui-ci peint, dans le chœur, le couronnement de la Vierge, auquel assiste le collège dans la partie inférieure, une peinture qui disparaît dans les années 1990.

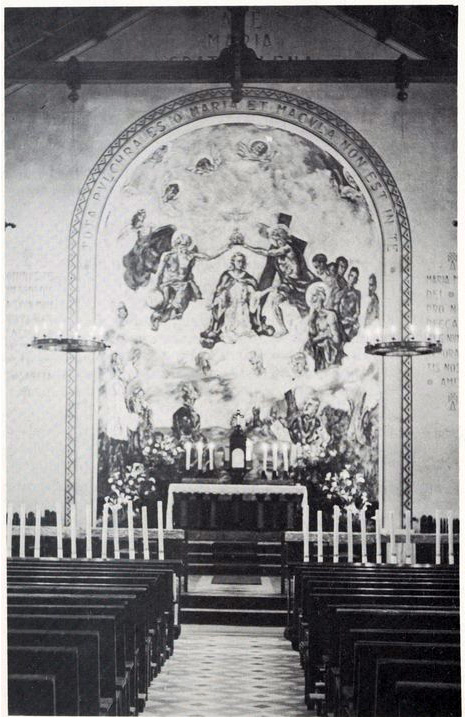
Intérieur de la chapelle vers 1950.
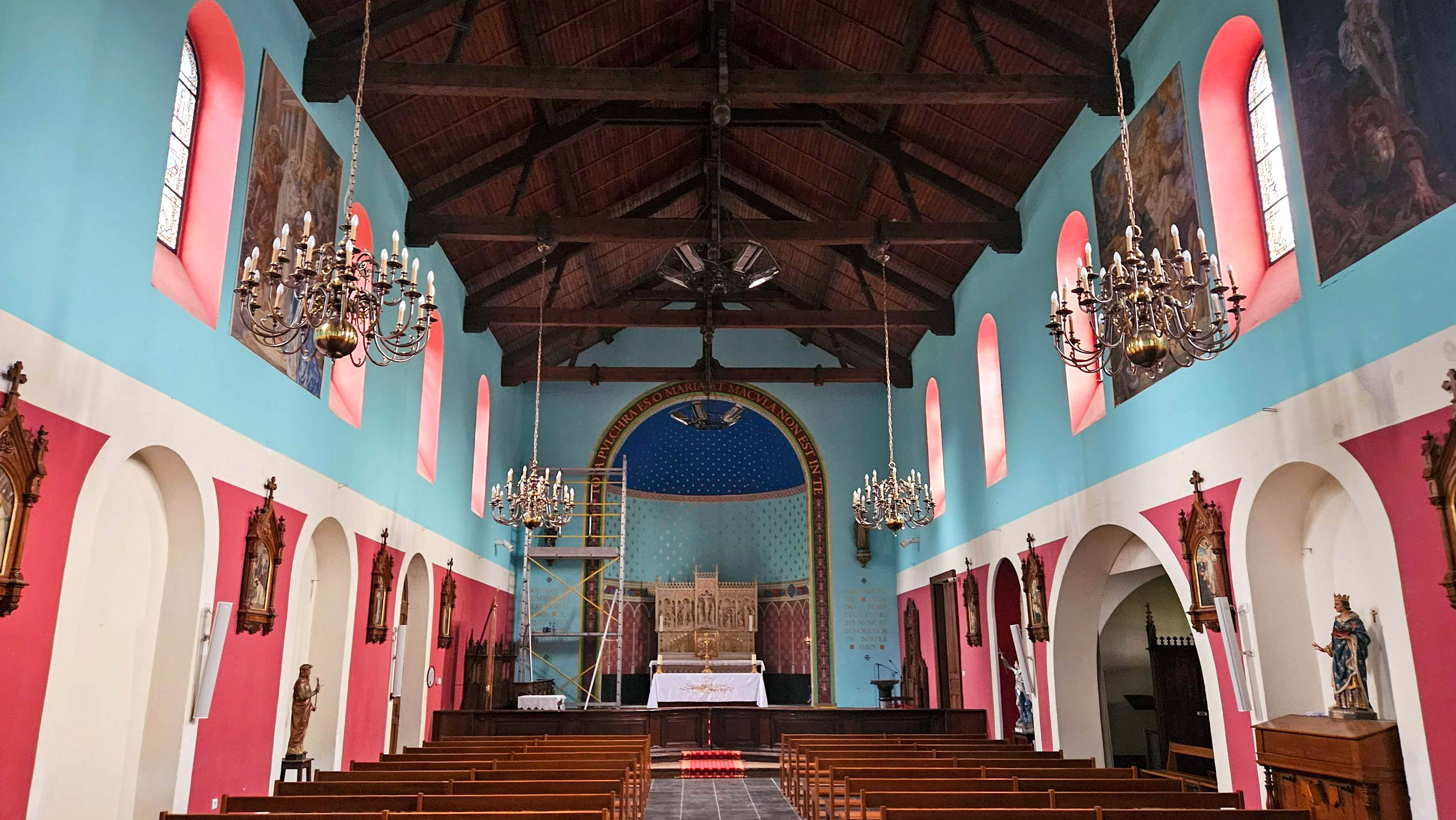
Intérieur de la chapelle en 2025.

### Monument aux morts
Un monument en hommage aux élèves de l'établissement morts durant la Première Guerre mondiale est érigé dans le parc de l'établissement. Conçu par le sculpteur et ancien élève Ernest Gabard, il est inauguré le 19 octobre 1924 près du bâtiment du « Fer à cheval ». Il représente « une Vierge, auréolée de gloire, tenant dans ses bras, abrité sous son manteau de mère, un poilu immobilisé par la mort, dont le dernier regard reste fixé sur le visage de la Mère ». Sur le monument est inscrite la locution latine « Semper Patriae Heros, Semper Mini Filius ». Il est déplacé non loin de la Villa Longchamp en 2010. Chaque année, des hommages sont rendus à ces 58 anciens élèves morts pour la France, mais également aux soldats français morts en service, à l'image de l'accident d'hélicoptère de 2019 au Mali.

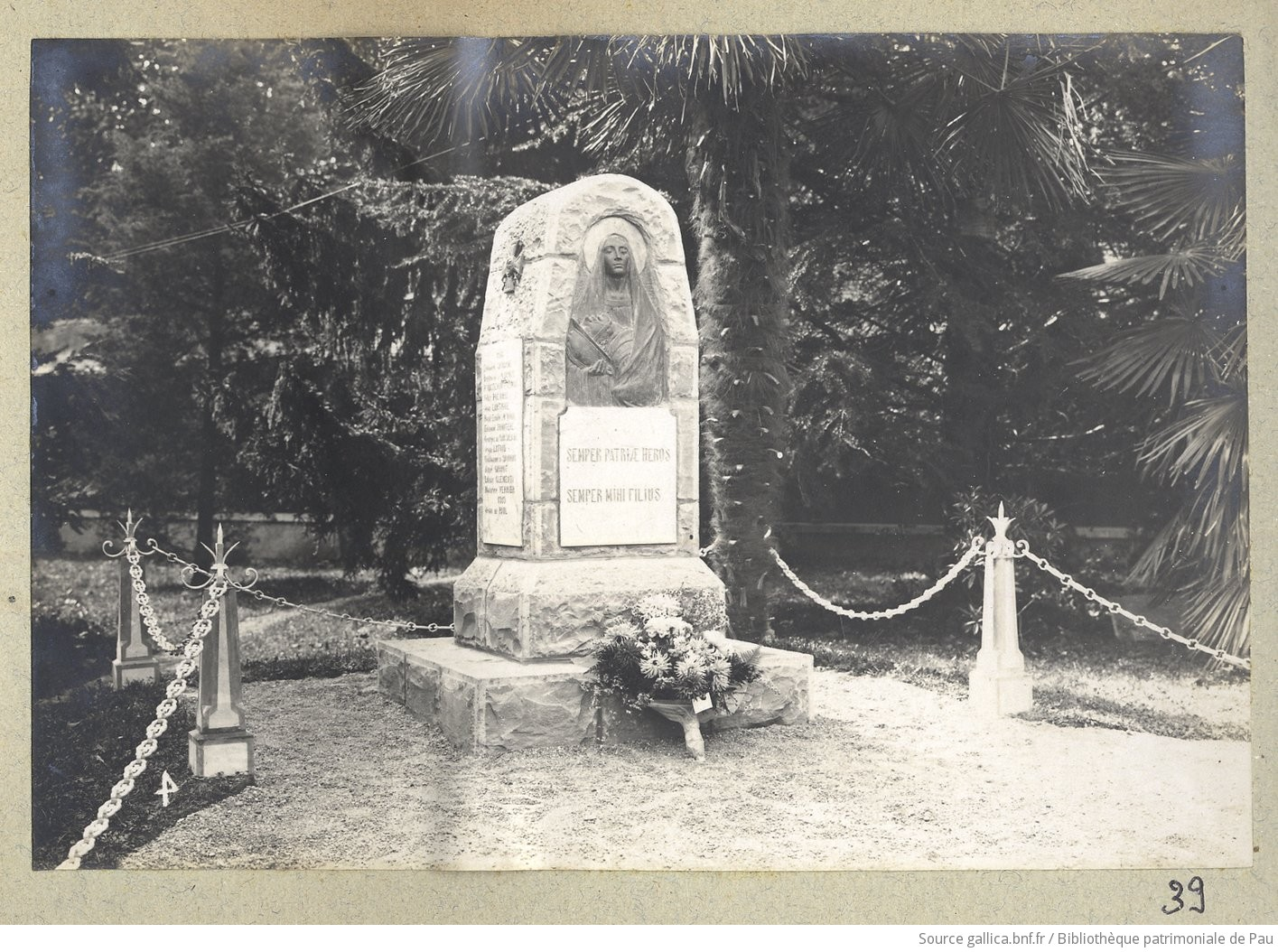
Le monument aux morts d'Ernest Gabard en 1924.
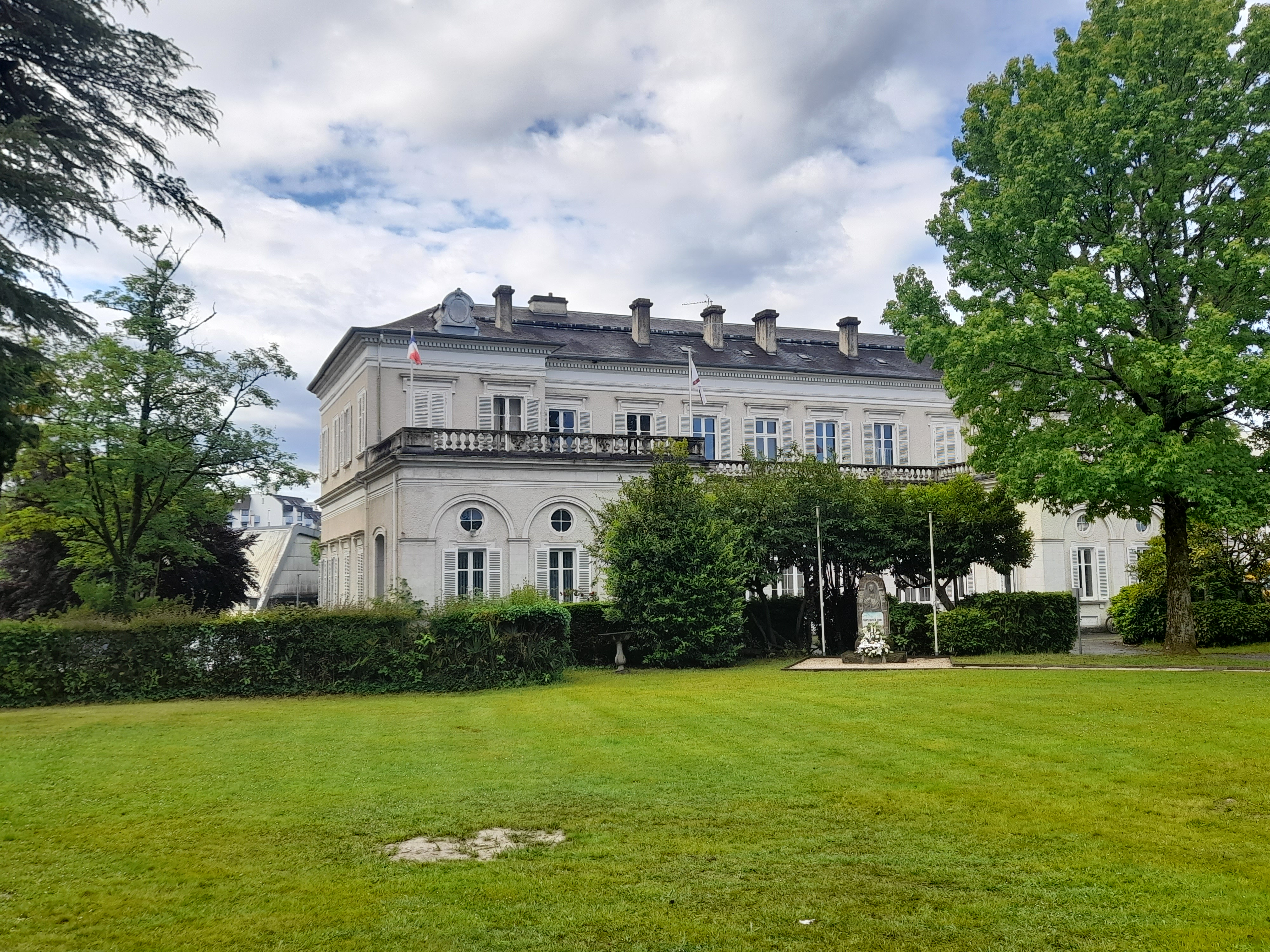
Le monument aux morts à son emplacement depuis 2010.

## Organisation

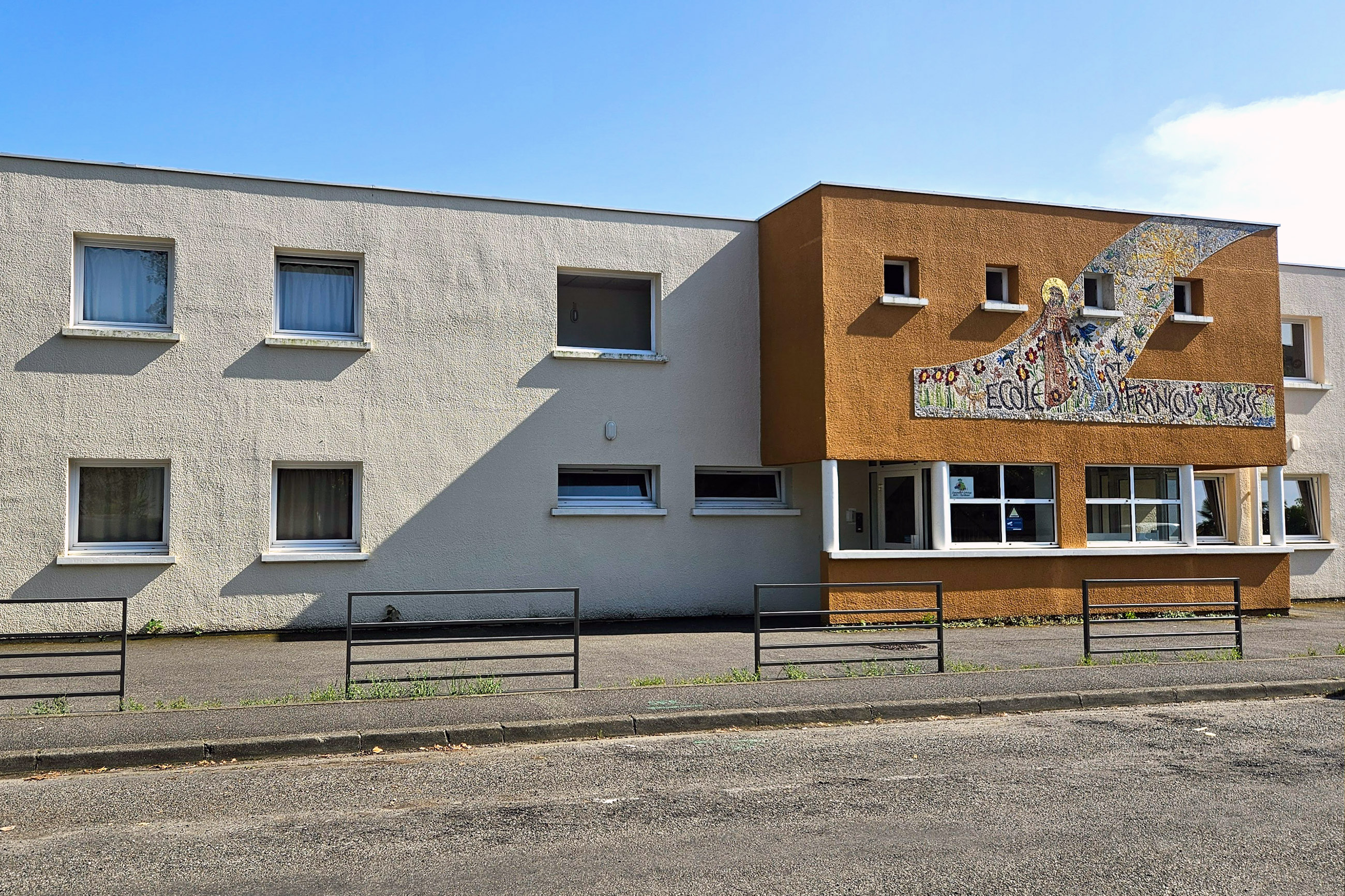
Entrée de l'école primaire Saint-François-d'Assise.

Avec 2 600 élèves, 250 enseignants et une centaine de personnels auxiliaires, l'Immaculée-Conception est le plus grand établissement privé du département. Selon Mediapart, le rapport d'inspection de 2024 ferait état d'un recours intentionnel à des enseignants contractuels, « souvent sans formation ».

### École primaire Saint-François-d'Assise
L'école maternelle et élémentaire doit son nom au saint italien François d'Assise. Elle est composée d'environ 400 élèves répartis dans une quinzaine de classes. Son entrée se trouve rue Cazalis.

### Collège

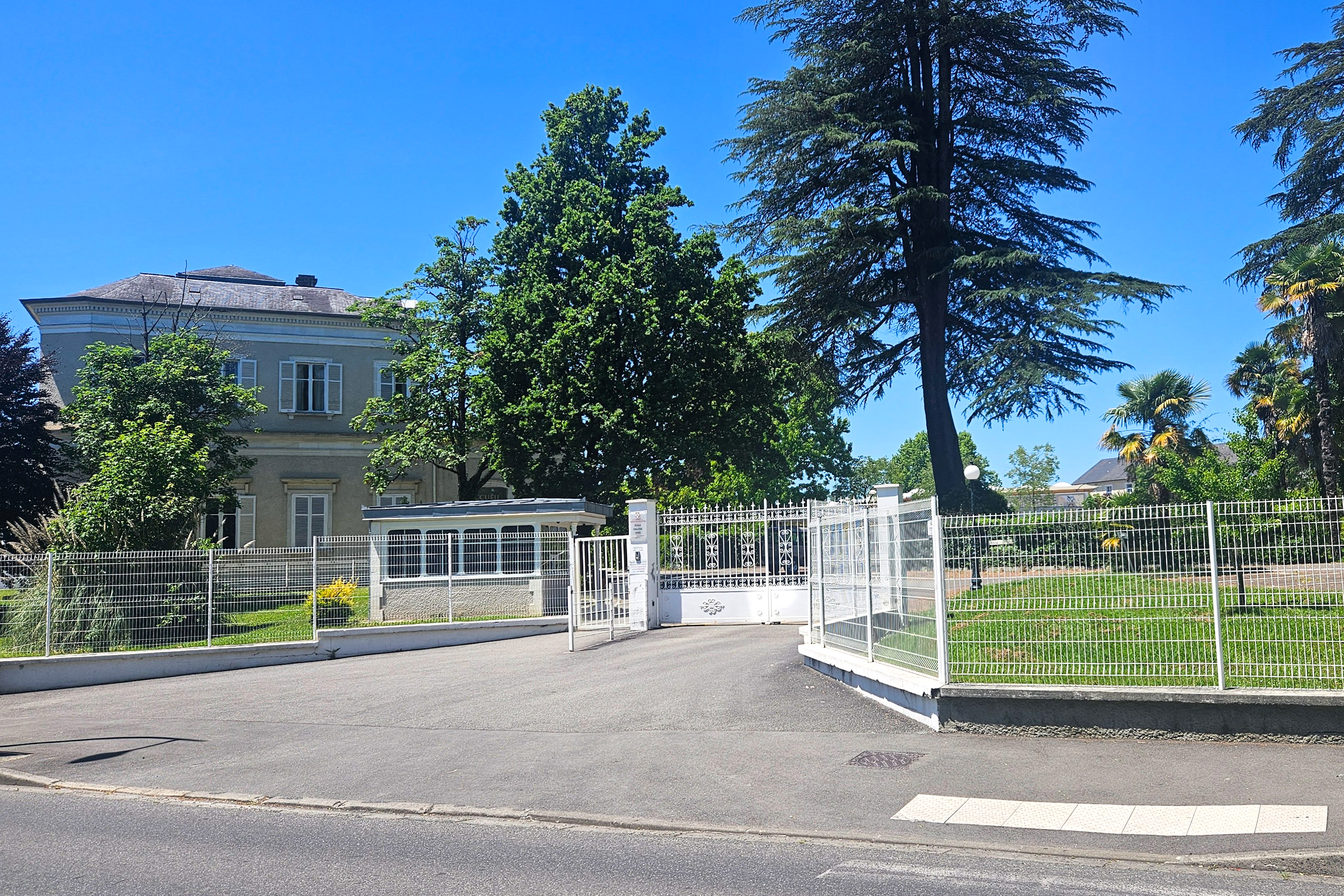
Entrée principale de l'établissement en 2025 (collège et lycée général).

Chaque niveau du collège est composé de cinq classes (en 2024-2025), pour un total d'environ 600 élèves. Les noms des classes et les noms des salles de classe du nouveau bâtiment sont ceux des premiers directeurs ou de philosophes catholiques. L'uniforme redevient obligatoire au collège à partir de janvier 2024 ; il est vendu dans le magasin d'application du lycée des métiers.
L'Immaculée-Conception dispose d'un partenariat avec l'établissement scolaire allemand Saint-Conrad (de) de Ravensbourg, dans le sud-ouest de l'Allemagne. À partir de la 4e, l'établissement propose une section rugby et une section montagne,.

#### Unité spécialisée pour l'inclusion scolaire (ULIS)
L'établissement dispose d'une unité localisée pour l'inclusion scolaire (ULIS) permettant à une dizaine d'élèves, identifiés par la commission des droits et de l'autonomie des personnes handicapées, de mener un parcours scolaire individualisé tout en étant intégrés au sein de classes ordinaires, .

### Lycée général et technologique

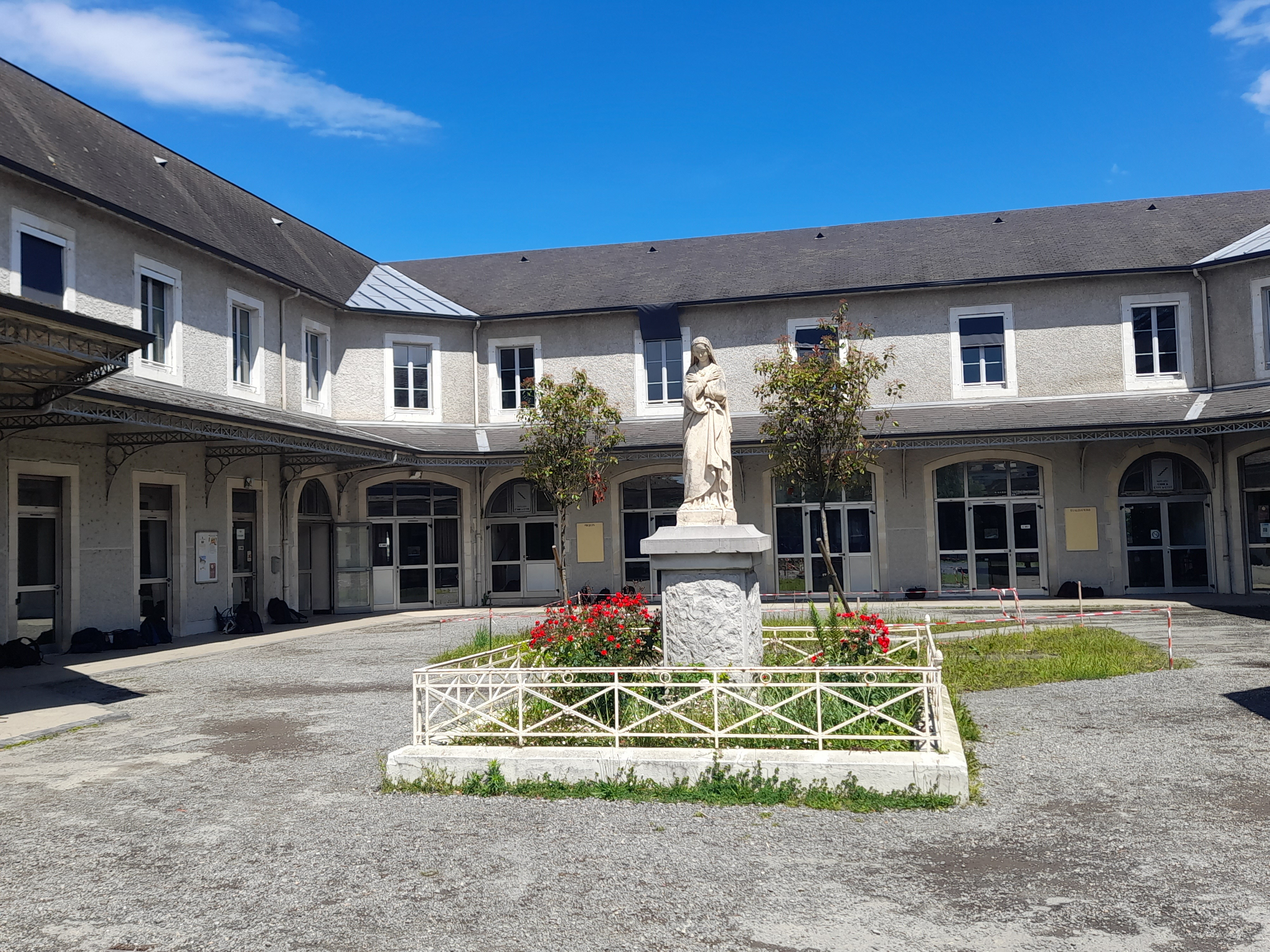
Le bâtiment principal du lycée général et technologique en 2025.

Le lycée général et technologique se trouve sur le site principal, essentiellement dans le bâtiment du Fer à cheval. Il est composé de six classes par niveau, pour un total d'environ 700 élèves.
En filière générale, il propose 10 enseignements de spécialité, une section européenne anglais avec pour discipline non linguistique l'histoire-géographie, ainsi que le Dual Diploma / US High School Diploma (équivalent du baccalauréat américain) avec la Floride depuis 2023, et des modules d'approfondissement en histoire des idées, philosophie et en mathématiques. 
En filière technologique, il propose la filière sciences et technologies de l'industrie et du développement durable (STI2D) en première et en terminale.
Depuis 2015, les lycéens qui le souhaitent peuvent préparer le brevet d'initiation aéronautique.

#### Résultats et classement
En 2024, le lycée général est classé 4e meilleur lycée privé de France et 10e meilleur lycée de France (public et privé confondu) par Le Parisien-Aujourd'hui en France. Les critères sont la progression des élèves (valeur ajoutée), le taux de réussite, l'offre de spécialités et la diversité sociale des profils qui fréquentent l'établissement.
En 2024, le lycée obtient 100% de réussite au baccalauréat ainsi que 90% de mentions, dont 56% de mentions très bien. La filière STI2D obtient également 100% de réussite dont 70% de mentions,.

### Lycée des métiers
Le lycée des métiers rassemble trois lycées professionnels ayant le label « lycée des métiers » et un centre de formation d'apprentis et centre de formation continue (« CFA/CFC Beau-Frêne »), avenue du château d'Este à Billère, à quelques minutes à pied du site principal. Il dispose également d'une unité localisée pour l'inclusion scolaire (ULIS) depuis 2014.

#### Lycée des métiers Beau-Frêne
- Filière industrielle : électricité, maintenance, usinage, thermique.

#### Lycée des métiers Montpensier
- Filière tertiaire : commerce, transport et logistique, vente.
- Filière aide santé social : accompagnement soins et services à la personne, animation enfance et personnes âgées, petite enfance.

#### Lycée des métiers Saint-Vincent-de-Paul
- Filière hôtellerie-restauration.

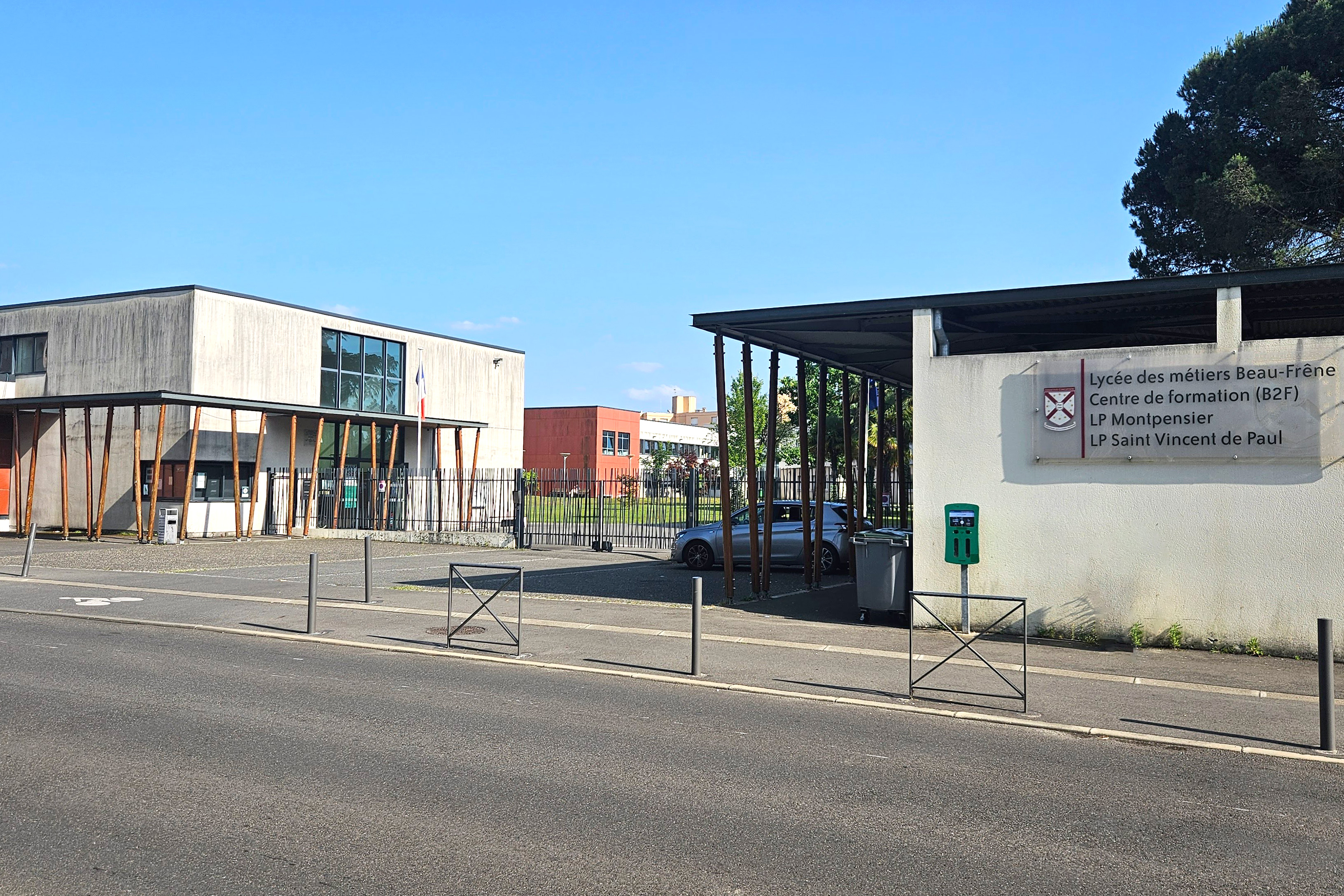
Entrée du lycée des métiers en 2025 (site de Beau-Frêne).
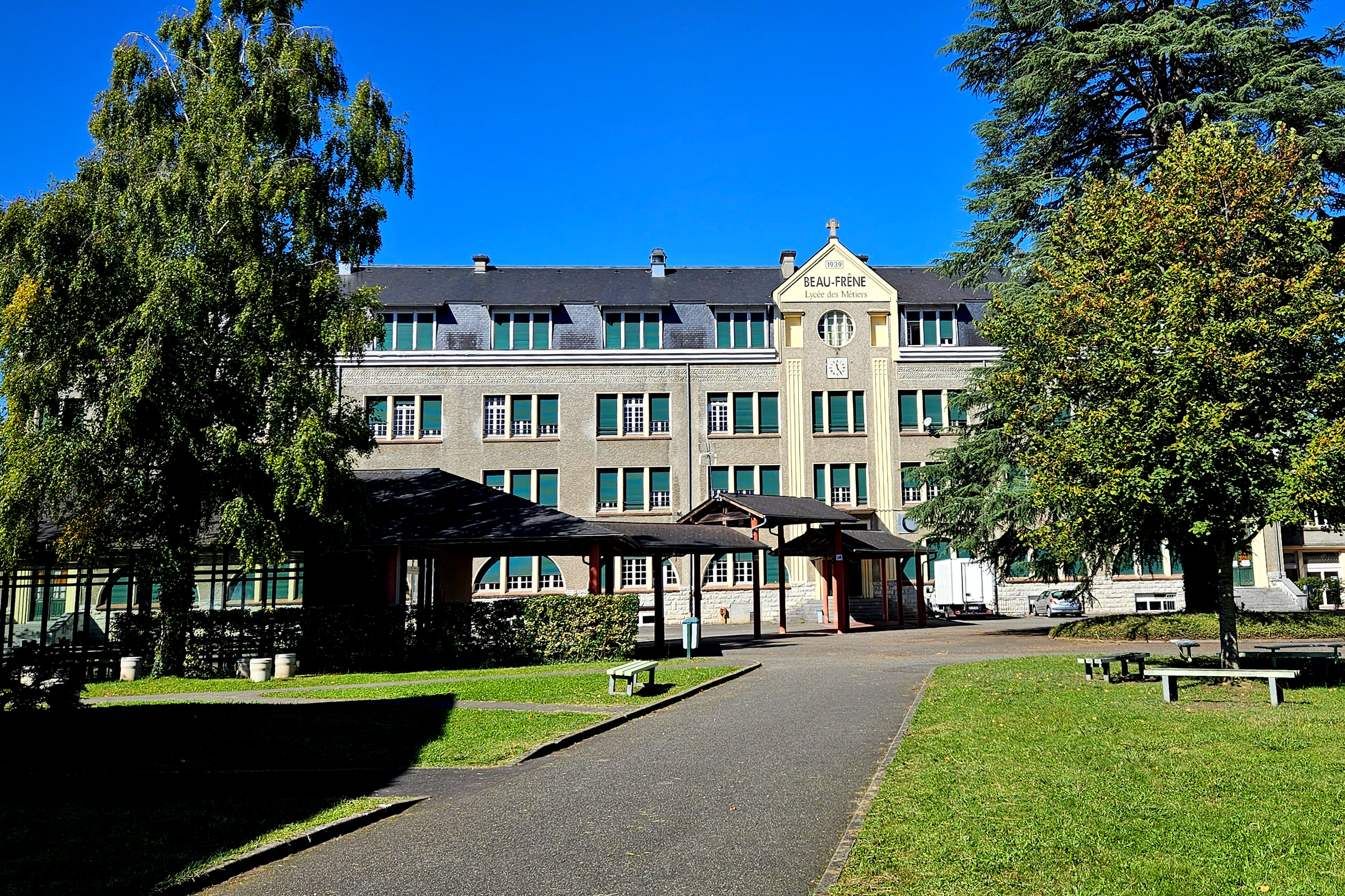
Le bâtiment historique du site, qui abrite l'internat garçons de l'établissement.
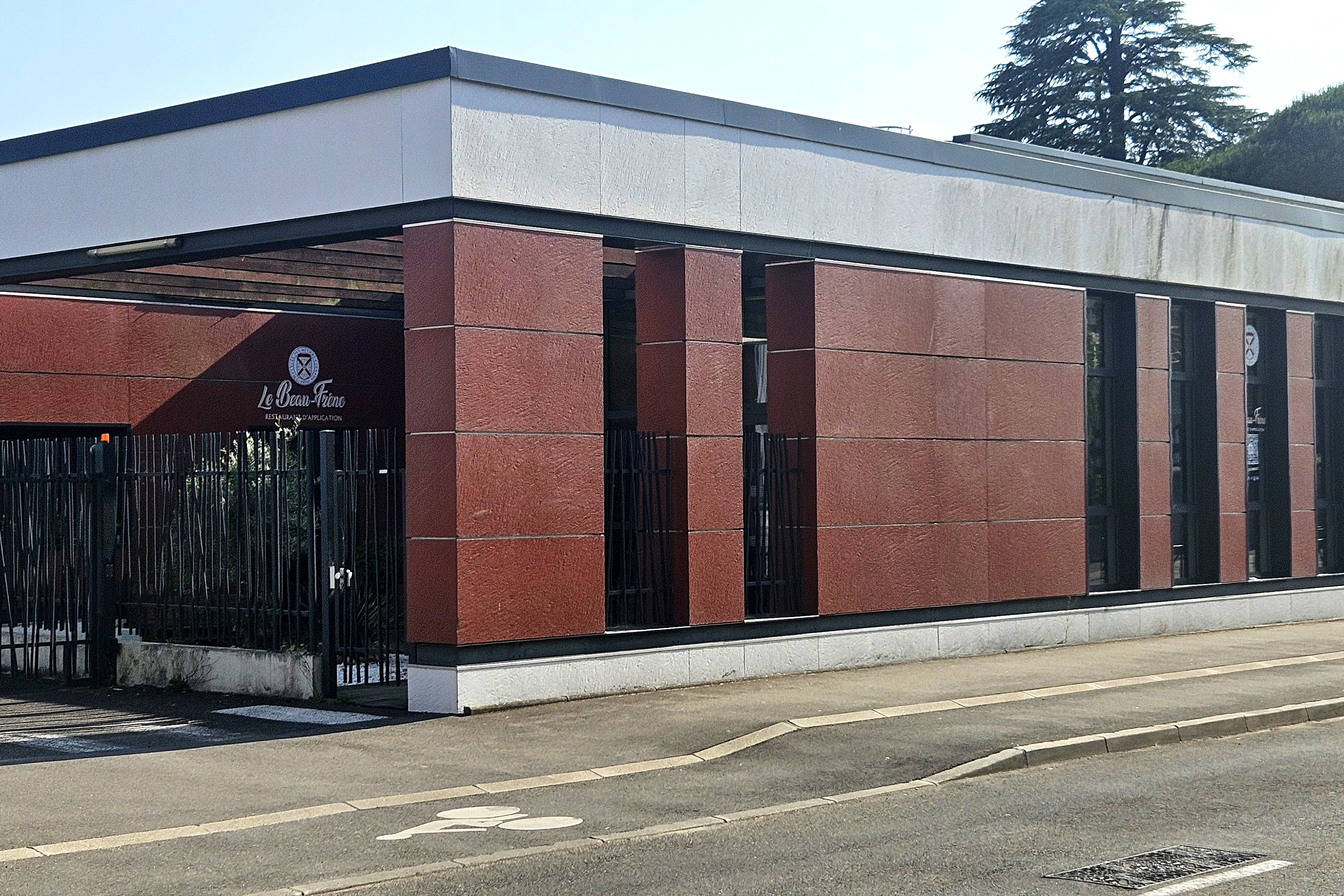
Le Beau-Frêne, restaurant d'application du lycée des métiers.

## Controverses et affaires judiciaires

### Atteintes à la laïcité
Le texte peut changer fréquemment, n’est peut-être pas à jour et peut manquer de recul. 
Le titre et la description de l'acte concerné reposent sur la qualification juridique retenue lors de la rédaction de l'article et peuvent évoluer en même temps que celle-ci.
En 2021, en réaction à un courrier écrit par des syndicats de l'enseignement dénonçant des atteintes à la liberté de conscience des élèves, une équipe « Valeurs de la République » est envoyée par le rectorat de Bordeaux. Le chef d'établissement, Christian Espeso, en poste depuis 2013, s'engage à changer certaines pratiques mais, selon Mediapart, ne les modifie pas en profondeur.
Le 1er février 2024, alors qu'« en janvier 2024, la polémique autour de Stanislas a remis l'enseignement catholique sous le feu des projecteurs »,, une enquête du journal Libération relate des « dérives » au sein de l'établissement et pointe des atteintes à la laïcité. Le quotidien dénonce des cours de catéchisme et des bénédictions obligatoires, des confessions pendant les heures de cours, un non-respect des programmes scolaires, ainsi que des discours homophobes et anti-avortement de certains intervenants. Dans un communiqué daté du 27 février 2024, suivi d'une conférence de presse le 6 mars, une intersyndicale public-privé de l'enseignement des Pyrénées-Atlantiques demande « des contrôles sur l’enseignement sous contrat, et en particulier sur l’Immaculée-Conception ». De son côté le directeur se défend de tout manquement aux règles de la laïcité, estimant qu'« il n'y a pas de dérives » et que les critiques « ne sont pas justifiées ».
À la suite des différents faits signalés, la rectrice de l'académie de Bordeaux, Anne Bisagni-Faure, ordonne une mission d'inspection d'envergure, constituée de douze inspecteurs, qui se déroule du 4 au 16 avril 2024. Le rapport d'inspection est adressé début juillet au chef d'établissement, qui est ensuite convoqué à Bordeaux en « procédure disciplinaire » le 29 août 2024 pour s'expliquer devant le conseil académique de l'Éducation nationale en formation restreinte, présidé par la rectrice, sur des « entorses » au contrat d'association avec l'État, notamment vis-à-vis du respect de la laïcité. Le dispositif déployé est qualifié de « rare » par le journal Libération, et la séance dure « plus de dix heures ». L'avocat du directeur, Me de Lacoste Lareymondie, indique dans la presse vouloir contester « une inspection ordonnée dans des conditions illégales », pointant les témoignages d'élèves recueillis « sans la présence de leurs parents », et ajoute que « l'écrasante majorité des enseignants a témoigné de sa satisfaction d'exercer dans cet établissement ».

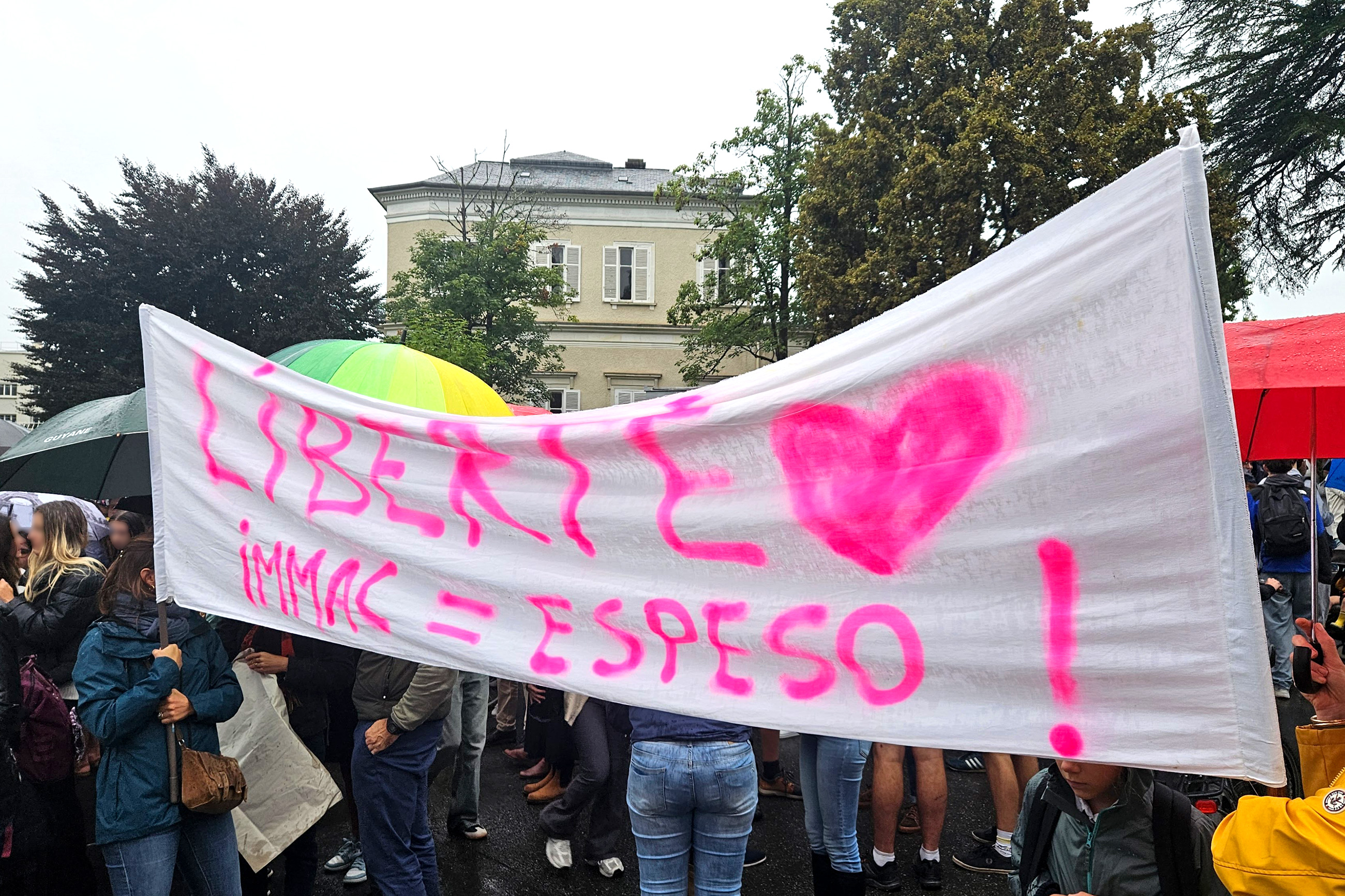
Manifestation de soutien devant l'établissement le 12 septembre 2024.

Le 11 septembre 2024, Christian Espeso, âgé de 61 ans, est suspendu de ses fonctions de direction pour une durée de trois ans, une « décision rarissime » selon le quotidien La Croix. Il lui est reproché des manquements au principe de laïcité et à la liberté pédagogique, ainsi qu'un fonctionnement managerial malveillant,, contribuant à un environnement de « souffrance au travail » selon les témoignages d'une partie des professeurs. Certains d'entres eux font même part de leur soulagement après cette suspension,. Le sénateur Max Brisson, inspecteur général de l'Éducation nationale, dénonce une « attaque en règle contre l'ensemble de l'enseignement catholique » ; le secrétaire général de l'enseignement catholique Philippe Delorme « se dit « surpris » par une sanction « démesurée et incompréhensible » au regard des atteintes alléguées à la laïcité ». Un rassemblement de soutien a lieu devant l'établissement dès le lendemain matin, réunissant 200 personnes, ainsi que les jours suivants. Une manifestation organisée dans le centre-ville de Pau le samedi 21 septembre 2024 rassemble entre 700 et 1000 personnes,, et une seconde plus de 200 personnes le 12 octobre.

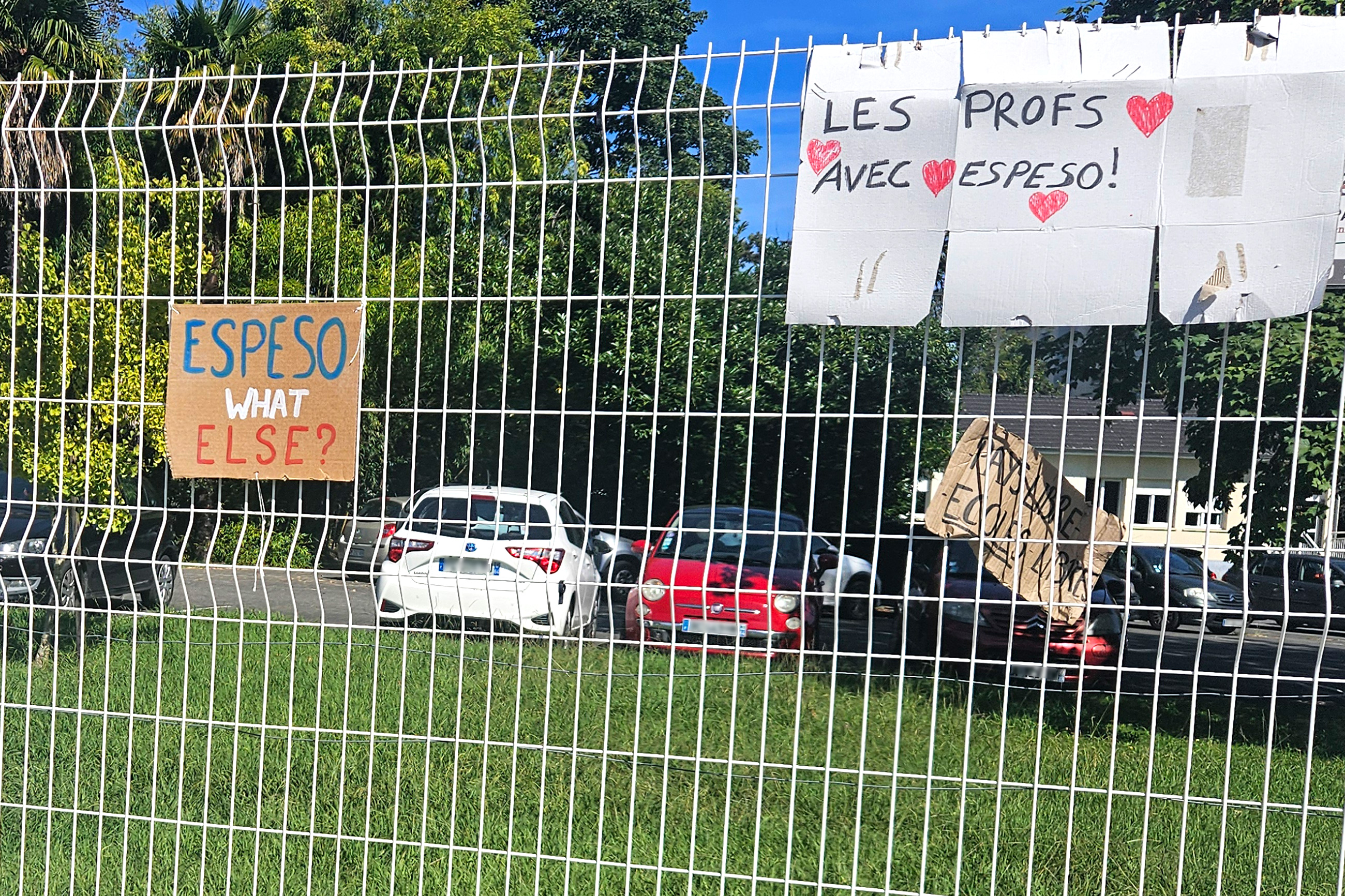
Les pancartes de soutien sont restées sur les grilles de l'établissement pendant plusieurs mois.

Les avocats du directeur engagent une procédure en référé et, le 28 novembre 2024, le tribunal administratif de Pau suspend provisoirement l'interdiction d'exercer de Christian Espeso,. « Soulignant dans son ordonnance que le requérant n’avait jamais été sanctionné jusqu’à présent, alors qu’il exerce ses fonctions depuis onze ans, le magistrat estime que le caractère potentiellement « disproportionné » de la sanction, en l’état des éléments du dossier, est « de nature à créer un doute sérieux sur sa légalité ». Il retient aussi la condition d’urgence au vu du « risque de licenciement à brève échéance » du mis en cause et de l’impact de la sanction sur sa situation personnelle ». Le directeur réintègre ses fonctions en attendant le jugement sur le fond de l'affaire,.
Le 30 mars 2025, alors que le maire de la ville de Pau est devenu Premier ministre en décembre 2024, Mediapart publie un article sur le contenu du rapport de l'inspection menée dans l'établissement en avril 2024. Le quotidien en ligne relève que « le gouvernement Bayrou refuse de rendre public » ce rapport, et ce alors qu'en « pleine affaire Notre-Dame-de-Bétharram, la ministre de l’Éducation, Élisabeth Borne, promet que les choses vont changer ». Selon Mediapart, les inspecteurs du rectorat auraient mis en avant « des atteintes manifestes à la liberté de conscience des élèves » comme un enseignement religieux obligatoire en 6e et en 2de, une marche Pau-Lourdes sur temps scolaire qui présenterait un caractère religieux, une conférence de l'évêque du diocèse Marc Aillet obligatoire pour les terminales sur temps scolaire, ainsi que le non-respect des programmes scolaires avec des manuels « édités bien avant 2016 » et des censures d'œuvres (« contenant des passages sexuels considérés comme inadaptés ») remplacées au CDI par des ouvrages « systématiquement orientés vers la royauté, la critique de la République, l’apologie, voire l’obsession du martial, du combat et de la guerre ». Le rapport relèverait également de possibles dérives financières et un « climat de terreur » subi par une partie des enseignants. Christian Espeso qualifie le rapport de « mensonge[r] » et, dans un « droit de réponse » publié par Mediapart, met en avant le soutien de parents d'élèves et de professeurs, avec « 200 témoignages [...] signés ».
Le rapport d'inspection amène la rectrice de Bordeaux à effectuer un signalement au parquet, qui conduit à l'ouverture d'une enquête pour « harcèlement moral », notamment envers les lanceurs d'alerte ayant dénoncé l'établissement, et « détournement de fonds publics »,. Un audit est mené pendant plusieurs mois par la direction générale des Finances publiques et par l'URSSAF, qui ne relèvent aucune irrégularité.
Le 21 mai 2025, lors de l'audience du tribunal administratif de Pau sur le fond de l'affaire, le rapporteur public recommande d'annuler la sanction, jugée « disproportionnée » au regard de « l'absence de matérialité des faits » – hormis ce qui relève de la marche Pau-Lourdes –, et ce sans « sans minimiser » les témoignages des 20 personnes s'étant déclarées en souffrance. De son côté, le rectorat estime que le directeur « a choisi de persister dans une voie qui a éloigné l’établissement des principes républicains, pour imposer sa vision d’une religion traditionaliste ».
Le 20 juin 2025, le tribunal administratif de Pau annule la sanction du rectorat, jugeant que les manquements reprochés au directeur ne sont pas suffisamment établis, à l'exception de l'organisation d'une marche Pau-Lourdes durant le temps scolaire, et que la sanction d'interdiction d'exercer des fonctions de direction d'un établissement d'enseignement privé pour une durée de trois ans est disproportionnée,. Il condamne également l’État à verser 2000 euros au chef d'établissement,. Le ministère de l'Éducation nationale dispose de deux mois pour faire appel de la décision.

### Plainte de SOS Racisme
Le 5 mai 2025, la plainte de SOS-Racisme pour « contestation de crimes contre l'humanité » contre le chef d'établissement est classée sans suite par le parquet de Pau, le procureur de la République estimant que le délit n'est « pas caractérisé ». Cette plainte avait été déposée en mars 2025 pour des propos tenus dans la gazette de l'établissement, dans un article en hommage aux 80 ans de la mort d'Anne Frank incluant une phrase semblant « minimiser ce qu'ont subi les Juifs dans les camps ». Le directeur, qui assure que son « son engagement contre l'antisémitisme est très ancien », explique avoir voulu dire qu'il y avait aussi « eu la tragédie des juifs fusillés ou morts affamés dans un ghetto ». L'Association cultuelle israélite de Pau prend même la défense du directeur en le qualifiant de « sympathisant des juifs depuis quelques années ».